# Figuren und magische Gegenstände in der Unendlichen Geschichte
Dieser Beitrag befasst sich mit den Figuren und magischen Gegenständen in Michael Endes Roman Die unendliche Geschichte und in dessen Filmadaptionen, Die unendliche Geschichte, Die unendliche Geschichte II – Auf der Suche nach Phantásien und Die unendliche Geschichte 3 – Rettung aus Phantasien. Kapitelangaben beziehen sich auf die Buchfassung.
Eine ausführliche Inhaltsangabe zum Buch findet sich im Artikel Inhalt und Interpretation der Unendlichen Geschichte.

## Figuren

### Hauptfiguren

#### Bastian Balthasar Bux
Der Protagonist und Held der Unendlichen Geschichte hört auf den Namen Bastian Balthasar Bux. Bastian ist ein kleiner, dicker Junge von vielleicht zehn oder elf Jahren; ein schüchterner und schwächlicher Bücherwurm, der in der Schule versagt und von seinen Mitschülern gehänselt wird. Seine Mutter ist verstorben, was auch seinen Vater sehr belastet, der nur selten mit ihm spricht.
Auf der Flucht vor seinen Klassenkameraden betritt Bastian das Buchantiquariat des Karl Konrad Koreander und stiehlt dort ein seltsam aussehendes Buch mit dem Titel Die unendliche Geschichte. Auf dem Schulspeicher beginnt Bastian, das Buch zu lesen. Es spielt in dem märchenhaften Reich Phantásien, dessen Herrscherin, die Kindliche Kaiserin, schwer erkrankt ist. Sie ist kurz davor zu sterben und das Reich Phantásien versinkt nach und nach im „Nichts“. Deshalb wird der junge Atréju ausgesandt, die Ursache für die Krankheit zu finden, die auch den Untergang des Reiches selbst bedeutet. Atréju begibt sich auf die „Große Suche“ und bringt in Erfahrung, dass die Kindliche Kaiserin einen neuen Namen benötigt, den ihr nur ein Menschenkind geben kann. Bastian wird mehr und mehr selbst zum Charakter der Geschichte. Zunächst beeinflusst er nur durch heftige Reaktionen wie einen Schreckensschrei oder einen mitfiebernden Satz die Reise Atréjus. Dann jedoch ist er derjenige, der der Kindlichen Kaiserin nach langem Zögern einen neuen Namen gibt. Als er sie „Mondenkind“ nennt, wird er in das Buch hineingezogen und bereist nun selbst Phantásien.
Ausgestattet mit einem magischen Amulett, dem AURYN, das die Macht der Kindlichen Kaiserin repräsentiert, werden seine Wünsche Wirklichkeit. Auf diese Weise wird Bastian gutaussehend, entschlossen, stark und mächtig und vergisst im Gegenzug nach und nach, wie er einst wirklich gewesen ist und wer er in der Menschenwelt war. Verführt durch die Täuschungen der Zauberin Xayíde, verrät Bastian die Kindliche Kaiserin und nimmt ihren Elfenbeinturm in Besitz. Atréju stellt sich ihm daraufhin mit einem Heer entgegen. Im Zuge dieser Auseinandersetzungen tötet Bastian beinahe seinen Freund und droht auch die letzten Erinnerungen an seine wahre Identität zu verlieren. Mit der Hilfe Atréjus und des Glücksdrachens Fuchur gelingt es ihm im letzten Augenblick, als ein besserer Mensch in die reale Welt zurückzukehren. Er hat in Phantásien die Fähigkeit zu lieben entwickelt, was seinem Wahren Willen entspricht. Deshalb kann er den Vater aus seiner Gefühlskälte befreien und ihn zu Tränen rühren; er bringt ihm das Wasser des Lebens. Als Bastian sich bei Koreander für den Diebstahl des Buches entschuldigen will, kann dieser sich nicht daran erinnern, das Buch jemals besessen zu haben. Doch erfährt Bastian, dass auch Koreander einst Phantásienreisender war. Koreander erzählt Bastian, dass er, so oft er möchte, nach Phantásien zurückkehren könne, solange er neue Namen für die Kindliche Kaiserin findet, und sagt voraus, dass Bastian vielen anderen den Weg nach Phantásien zeigen wird.
In den Filmadaptionen der Unendlichen Geschichte wird Bastian von fünf verschiedenen Schauspielern verkörpert:
- 1984: Barret Oliver in Die unendliche Geschichte
- 1990: Jonathan Brandis in Die unendliche Geschichte II – Auf der Suche nach Phantásien
- 1994: Jason James Richter in Die unendliche Geschichte 3 – Rettung aus Phantásien
- 1996: Christopher Bell leiht der Figur in der Zeichentrickserie seine Stimme.
- 2001: Mark Rendall spielt Bastians Rolle in der Serie mit dem Originaltitel Tales from the Neverending Story.[12]

#### Atréju
Atréju ist die zweite Hauptfigur der Geschichte und Bastians phantásisches Gegenstück. Er ist der Protagonist jenes Buches, das Bastian aus Koreanders Laden gestohlen hat und das er auf dem Schulspeicher liest. Für den Leser stellt Atréju sich als metafiktionale Figur dar, die fiktiv in der Realität des Buches existiert. Der Autor Michael Ende betont in der Unendlichen Geschichte die besondere Bedeutung von Namen. Dies gilt auch für den Namen Atréju. Er klingt wie das altgriechische atreus, das „furchtlos“ bedeutet, wobei Furchtlosigkeit eine von Atréjus herausragenden Eigenschaften ist. In der griechischen Mythologie ist Atreus König von Mykene. Der Name Atréju ist möglicherweise, ähnlich wie die Atreiden in Frank Herberts Romanzyklus Der Wüstenplanet, an diese Figur angelehnt.
Atréju gehört zum Volk der „Grünhäute“, die in einer phantásischen Steppenlandschaft namens „Das Gräserne Meer“ leben. Die Grünhäute sind ein stolzes Volk von Jägern; schon die Kleinsten lernen, auf sattellosen Pferden zu reiten. Ihre Haut ist olivgrün und ihre Haare sind schwarz wie Ebenholz. Alles, was sie benötigen, fertigen sie aus Gras oder den Häuten der Purpurbüffel, die in großen Herden durch ihr Land ziehen. Atréjus Eltern sind kurz nach seiner Geburt von einem Purpurbüffel getötet worden. Deshalb wurde Atréju vom gesamten Stamm als „Sohn von allen“ aufgezogen; dies ist auch die Bedeutung, die seinem Namen in der Übersetzung zukommt.
Obwohl (bzw. weil) er erst zehn Jahre alt ist, wird er von der Kindlichen Kaiserin zu ihrem Stellvertreter ernannt und auf „Die Große Suche“ geschickt. Diese Queste unterbricht zwar das Initiationsritual, das ihn zum Jäger gemacht hätte, doch erweist sich seine Aufgabe als höhere Jagd. Atréjus Auftrag besteht darin, die Ursache für die Krankheit der Kindlichen Kaiserin herauszufinden. Zu diesem Zweck wird ihm AURYN übergeben, ein Amulett, das die Macht der Kindlichen Kaiserin symbolisiert und Atréju unter ihren Schutz stellt. Der grünhäutige Junge verliert schon bald nach seinem Aufbruch sein Pferd Artax an die Sümpfe der Traurigkeit, findet jedoch in dem Glücksdrachen Fuchur einen neuen Gefährten. Seine Reisen führen ihn durch viele Länder Phantásiens, die er auf dem Rücken des Glücksdrachens bereist, und begegnet einer Vielzahl unterschiedlicher Kreaturen. Auf diese Weise macht er Bastian, der seine Geschichte liest, Stück für Stück mit Phantásien vertraut, bis sich schließlich herausstellt, dass dies auch der eigentlich Zweck seiner Queste ist. Denn nur Bastian kann die Kindliche Kaiserin und damit ganz Phantásien retten, indem er ihr einen neuen Namen gibt.
Im Verlaufe von Bastians Phantásienreise wird Atréju Bastians Freund, aber auch sein ärgster Widersacher, als dieser seine Macht als Retter Phantásiens zu missbrauchen beginnt. Er hilft ihm oft aus fast aussichtslosen Situationen und ermöglicht ihm schließlich die Rückkehr nach Hause.
Im ersten Kinofilm von 1984 wird Atréju durch Noah Hathaway verkörpert. Zunächst versuchte man, die grüne Hautfarbe mit Hilfe von Makeup darzustellen, gab dies bis zur Endfassung des Films jedoch auf. Im zweiten Kinofilm wird Atréju von Kenny Morrison gespielt.
Es entspricht einem weit verbreiteten Irrtum, dass Noah Hathaway in der kurzlebigen Zeichentrickserie zur Unendlichen Geschichte seine Rolle als Atréju wieder aufnahm und der jungen Grünhaut seine Stimme verlieh. In der Zeichentrickserie aus dem Jahre 1996 wird seine Rolle von Dominic Zamprogna gesprochen.
In der Miniserie aus dem Jahre 2001 spielt Tyler Hynes diese Rolle.

##### Erscheinen in anderen Medien
- Die amerikanische Rockband Atreyu ist nach dieser Romanfigur benannt.
- Die Figur des Atréju wird in den Songs Shakin’ von Rooney und Jugular Vein von Mr. Lif erwähnt. Sowohl Atréju als auch Artax werden in dem Lied The Rhythm Method von Flobots genannt. Atréju wird außerdem im Titel von Cecil Otters Song Atreyu vs. Swamps of Sadness erwähnt.
- Einen Gastauftritt hat Atréju in der Episode Dragon Nuts der Serie Robot Chicken; er wird dort von Seth Green gesprochen. Als er und Fuchur sich langweilen, beginnen sie eine Unendliche Party.

#### Die Kindliche Kaiserin
Die Kindliche Kaiserin tritt in der Gestalt eines etwa zehnjährigen jungen Mädchens von überwältigender Schönheit auf. Nach der Farbe ihrer Augen und ihrer Gabe, die Wünsche der Menschenkinder zu erfüllen, wird sie auch Goldäugige Gebieterin der Wünsche genannt. Ihr Haar ist strahlend weiß, ebenso ihr Gewand. Sie residiert in einem prächtigen Palast im Zentrum Phantásiens, dem Elfenbeinturm, ihre eigenen Gemächer befinden sich dort im Magnolienpavillon. Die Kindliche Kaiserin ist die Herrscherin dieses Reiches, macht niemals von ihrer Macht Gebrauch. Sie urteilt nie; vor ihr gelten alle Wesen gleich, unabhängig davon, ob sie schön oder hässlich, böse oder gut sind. Trotz ihrer Gestalt ist sie uralt, älter als die ältesten Phantásier, und zugleich alterslos. Jeder Phantásier respektiert sie, keiner würde sich gegen sie erheben, denn sollte sie sterben, würden auch Phantásien und alle Phantásier aufhören zu existieren. Sie ist kein Wesen Phantásiens, doch hat ohne sie nichts in Phantásien Bestand. Ihre Lebenskraft bemisst sich nach Namen. Ist ihr Name in Vergessenheit geraten, braucht sie unbedingt einen neuen, sonst stirbt sie und ganz Phantásien mit ihr. Einen neuen Namen kann ihr aber kein Phantásier geben, sondern nur ein nach Phantásien kommendes Menschenkind. Die Macht der Kindlichen Kaiserin manifestiert sich in dem Amulett AURYN, das sie zunächst Atréju, später Bastian verleiht. Der Träger AURYNS gilt allen Phantásiern als Stellvertreter der Kaiserin.
Als der Zeitpunkt gekommen ist, zu dem die Kindliche Kaiserin einen neuen Namen benötigt, erkrankt sie so schwer, dass die Ärzte ihren Tod befürchten. Gleichzeitig beginnt Phantásien im Nichts zu versinken. Daraufhin entsendet die Kindliche Kaiserin Atréju auf die Große Suche, um die Ursache für ihre Krankheit zu finden. Bastian verfolgt diese Reise als Geschichte in einem Buch und lässt sich von ihr nach Phantásien führen, wo er der Kaiserin den Namen „Mondenkind“ gibt und sie auf diese Weise gesunden lässt. Sie überlässt ihm AURYN, damit durch seine Wünsche Phantásien neu entsteht. Darauf, dass seine Aufgabe darin besteht, seinen wahren Willen zu finden, um als besserer Mensch nach Hause zurückzukehren, weist sie ihn ebenso wenig hin wie auf die Gefahr, sich in Phantásien zu verlieren. „Wie viele Wünsche habe ich denn frei?“ will Bastian wissen. „Soviele du willst – je mehr, desto besser, mein Bastian. Um so reicher und vielschichtiger wird Phantásien sein.“ antwortet ihm die Kindliche Kaiserin. Eine Aussage, die nicht der Wahrheit entspricht. Tatsächlich verliert Bastian bei jedem Wunsch eine Erinnerung an sein irdisches Leben; ihm stehen also nur so viele Wünsche zur Verfügung, wie er Erinnerungen besitzt.
Als Interpretation kann etwa herangezogen werden, sie sei die Anima Bastians. Vermutlich hat Michael Ende sie sogar als seine eigene Anima ins Spiel gebracht – ihr Gegenpart ist der Alte vom Wandelnden Berge, der nur unschwer als Michael Ende selbst zu erkennen ist. In der Geschichte Der Weltreisende beschloss, seine Wanderung begegnet man ihr wieder in der Gestalt eines Mädchens, das den Weltreisenden in die Traumwelt einweist.
Sie kann auch als Allegorie der menschlichen Phantasie gesehen werden. Dass man sie nur einmal sehen kann, kennzeichnet sie als Figur aus einem Traum, denn Klarträumer berichten, dass auch Dinge und Personen im Traum verschwinden, wenn man nur kurz wegschaut.
Im ersten Kinofilm von 1984 wird die Kindliche Kaiserin von Tami Stronach verkörpert. Im zweiten Teil von 1990 spielt Alexandra Johnes diese Rolle, im dritten Teil von 1994 Julie Cox. In den Filmen ist ihr Haar eher dunkel als weiß; ihr Gewand ähnelt im ersten Film einem Brautkleid. Außerdem wirkt ihr Charakter alles andere als neutral.

#### Fuchur
Fuchur ist ein Glücksdrache und gehört damit zu den seltensten Geschöpfen Phantásiens. Er ist der einzige Glücksdrache, der eine aktive Rolle im Verlauf der Unendlichen Geschichte spielt, jedoch werden fünf weitere als Randfiguren erwähnt.
Glücksdrachen haben so gut wie keine Ähnlichkeit mit „gewöhnlichen“ Drachen, wie sie regelmäßig in der Fantasyliteratur auftreten. Sie leben weder in dunklen Höhlen, in denen sie Schätze horten, noch speien sie unentwegt Feuer und Qualm oder richten nur so aus Spaß Verwüstungen an. Sie besitzen keine ledernen Flügel und sind keinesfalls plump, sondern haben einen langen geschmeidigen Leib. Glücksdrachen zeichnen sich weder durch große physische Stärke noch durch besondere magische Talente aus, sind aber durchaus in der Lage, (blaues) Feuer zu speien, wie Fuchur unter Beweis stellt, als er im Netz von Ygramul der Vielen gefangen ist.
Vom Aussehen und auch von ihrer Bedeutung her ähneln die Glücksdrachen in der Unendlichen Geschichte mehr denen aus der chinesischen Mythologie. Sie sind Geschöpfe der Luft, der Wärme und unbändiger Freude. Trotz ihrer Körpergröße sind sie so leicht wie eine Wolke und brauchen daher keine Flügel, um zu fliegen – sie schwimmen quasi durch die Lüfte, wie Fische im Wasser. Vom Boden aus gesehen gleichen sie dabei langsamen Blitzen. Glücksdrachen schlafen in der Luft und bevorzugen den offenen, weiten Raum, weshalb sie es vermeiden, Bauwerke zu betreten, egal wie groß diese auch sein mögen.
Fuchurs Schuppen sind perlmuttfarben, schimmern rosig und glitzern weiß. Er hat einen Bart und eine üppige Mähne und Fransen an Schweif und anderen Gliedmaßen, wobei die Klauen nur rudimentär ausgebildet sind. Seine (löwenähnliche) Kopfform ist nicht präzise beschrieben; jedoch schimmern seine Augen wie Rubine.
Eine weitere Besonderheit ist Fuchurs Gesang, der wie „das Dröhnen einer riesigen Bronzeglocke“ beschrieben wird. Wer je diesen Gesang gehört hat, vergisst ihn sein Leben nicht mehr. Glücksdrachen verstehen alle Sprachen der Freude und scheinen nie die Hoffnung und ihren Frohmut zu verlieren. Sie vertrauen auf ihr Glück und bestehen mit Hilfe ihres Optimismus auch unmöglich scheinende Aufgaben. Die Frage, wie er das jemals schaffen will, beantwortet Fuchur stets mit der Phrase: „Mit Glück!“. Es gibt im ganzen Handlungsverlauf kein Anzeichen dafür, dass das unbedingte Vertrauen Fuchurs in sein Glück jemals enttäuscht würde; ein unschätzbarer Vorteil für den Phantásier Atréju und den Menschenjungen Bastian, die er begleitet.
Als Fuchur und Atréju sich zum ersten Mal begegnen, ist der Glücksdrache im Netz von Ygramul, der Vielen, gefangen. Zwar kann Atréju nicht Fuchurs Leben von Ygramul fordern, aber er zeigt dem Drachen dennoch einen Fluchtweg auf. Dadurch werden die beiden Freunde. Fuchur trägt Atréju auf seinem Rücken und ist daher ein mehr als adäquater Ersatz für dessen Pferd Artax, das er in den Sümpfen der Traurigkeit verloren hat.
Wasser ist für Glücksdrachen tödlich, doch gelingt es Fuchur, das verloren gegangene Amulett AURYN vom Grunde des Meeres zu bergen.
Als Bastian nach Phantásien gelangt, werden Fuchur und Atréju seine besten Freunde. Sie helfen ihm, wieder in die Menschenwelt zurückzukehren. Atréju erklärt sich bereit, alle Geschichten, die Bastian in Phantásien begonnen hat, zu Ende zu führen und ermöglicht ihm so, in die Menschenwelt zurückzukehren. Auf Bastians Frage, wie sie das Unmögliche denn anstellen werden, antwortet Fuchur: Mit Glück, mein Junge, mit Glück!
Ein von Dan Craig gestaltetes Buchcover für die englische Ausgabe der Unendlichen Geschichte zeigt Fuchur als löwenartig. In den Kinofilmen ähnelt sein Aussehen hingegen mehr dem eines Hundes. Im ersten und zweiten Film möchte Fuchur dementsprechend hinter den Ohren gekrault werden, was bei Teilen des Publikums für Verwirrung sorgte. Michael Ende klagte in der Presseerklärung zur Verfilmung, der Film mache aus seinem Roman ein gigantisches Melodram aus Kitsch, Kommerz, Plüsch und Plastik. Vor allem die Gestalt Fuchurs machte ihn zornig. Die Filmfigur sei kein chinesischer Glücksdrache, sondern zu einem überdimensionalen Langhaardackel verkommen.
Im ersten Film wurde Fuchur von Alan Oppenheimer gesprochen, der auch Mighty Mouse und Skeletor seine Stimme verlieh. In der deutschen Übersetzung übernimmt diesen Part Heinz Reincke.
In den Bavaria-Filmstudios in München steht eine „lebensgroße“ Reproduktion Fuchurs, die Touristen für einen echten Ritt auf dem Glücksdrachen besteigen können.
Im Englischen hat der Glücksdrache den Namen Falcor oder auch Falkor.

##### Erscheinen in anderen Medien
- Fuchur hat einen Gastauftritt in einer Folge der Serie Family Guy. Dort wird er von Peter Griffin geritten, der die Rolle des Bastian übernimmt. Im Gegensatz zur Unendlichen Geschichte, in der der Glücksdrache Atréju und Bastian mühelos tragen kann, verursacht sein Gewicht in dieser Episode den Absturz des Drachen.
- Fuchur tritt außerdem in einer kurzen Szene in der Robot Chicken-Episode Dragon Nuts auf, wo er von Seth Green gesprochen wird.
- Fuchur erscheint außerdem im Abspann des PC-Spiels Jets’n'Guns.
- In einem Level des Animaniacs-Videospiels dient der Drache Yakko, Wakko und Dot als Transportmittel.
- Fuchur tritt in Dean Venture’s dreamland in einer Folge von The Venture Bros. auf.
- Fuchur hat ebenfalls einen Gastauftritt in Folge 7 der Serie Code Monkeys mit dem englischen Titel Larrity’s Got Back, wo er von Mr. Larritys Sohn Dean geritten wird.
- Auch in Episode 4 von Downtown no Gottsu Ee Kanjis Comedy-Serie 5 Rangers ist Fuchur zu sehen.
- Einen weiteren Gastauftritt hat Fuchur in Episode 7 der siebten Staffel von Rim Tody. Dort wird er nach einer temporeichen Rettungsaktion durch den Schauspieler Miguel Campos geritten.
- Des Weiteren erscheint Fuchur im Hintergrund der South-Park-Folge Imaginationland, als die Jungen zum ersten Mal dort eintreffen. Er fliegt durch die Lüfte und trägt im letzten Kampf gegen die Mächte der Finsternis eine Maschinenpistole.
- Fuchur tritt am Ende des Erinnerungssegments der SuperNews!-Episode Memes, Monoliths, & Pubes, Oh My! auf. Darren und Craig reiten Fuchur, und dieser sagt: „Technically no, so long as we're spending time on the internet, OK.“
- Der Song Luck Dragon Lady! von The Aquabats aus ihrem 2011 erschienenen Album Hi-Five Soup! wird aus der Sicht Fuchurs gesungen.

### Nebenfiguren

#### Das Nichts
Das Nichts ist die Manifestation der tödlichen Krankheit, an der die kindliche Kaiserin leidet. Je weiter sich deren Zustand verschlechtert, desto weiter arbeitet sich das Nichts durch Phantásien und vernichtet alles, was es berührt. Es wird beschrieben, dass es den Eindruck mache, als wäre man blind, wenn man auf eine Stelle schaut. Wo das Nichts ist, ist kein Loch oder Dunkelheit, sondern einfach „nichts“. Es übt eine magische Anziehungskraft aus, die viele Phantásier dazu bringt, sich hinein zu stürzen, wodurch sie zur Lüge in der Welt der Menschen werden. Als Atréju in Spukstadt von Gmork festgehalten wird und sich das Nichts im gleichen Moment wie ein Ring um die Stadt legt, scheint es keinen Ausweg mehr zu geben. Atréju wird im letzten Moment von Fuchur gerettet. Kaum ist er aber frei, läuft er in Richtung des Nichts, wo ihn wiederum Fuchur im letzten Moment vor dem Sprung hinein bewahren kann. Durch die unmittelbare Nähe, die beide in diesem kurzen Moment hatten, färben sich Atréjus Haare und Fuchurs Fell grau.

#### Engywuck und Urgl
Engywuck und seine Frau Urgl sind ein sich stets zankendes Gnomenpärchen, das in der Nähe des Südlichen Orakels lebt. Engywuck ist ein Wissenschaftler, der das Südliche Orakel lange studiert hat und hofft, eines Tages das Geheimnis der Uyulála zu lüften, um ein Buch darüber veröffentlichen zu können. Da er seine Forschungen für zu wertvoll hält, um sich selbst den Gefahren auszusetzen, die die Reise in das Innere des Orakels mit sich bringt, ist er auf die Erzählungen anderer Phantásier angewiesen, die die Uyulála besucht haben. Auf diese Weise ist er an detailliertes Wissen über die Funktionsweise der drei Tore des Orakels gelangt. Was die Uyulála ist, hat er allerdings nie in Erfahrung bringen können, da keiner, der von dort zurückgekehrt ist, bereit war, mit ihm darüber zu sprechen. Engywuck kann lediglich das erste der Tore, das Große Rätsel Tor, direkt beobachten, da er in seinem Observatorium auf der Spitze eines Berges ein Teleskop auf die Sphingen ausgerichtet hält.
Engywuck, ein leicht reizbarer, stolzer, alter Mann, gibt Atréju sein Wissen über die Tore weiter. Seine Frau Urgl kommt ihm dabei oft in die Quere, da sie mehr um die Heilung Atréjus und Fuchurs besorgt ist und zu diesem Zweck Tränke in einem großen Kessel braut. Sie neutralisiert das tödliche Gift, mit dem Ygramul Atréju und Fuchur infiziert hat. Nach Atréjus Rückkehr vom Südlichen Orakel reagiert der Gnom extrem enttäuscht, weil Atréju ihm zwar die Natur der Uyulála endlich offenbart, der Gegenstand seiner Untersuchungen aber nicht mehr existiert, weil er im Nichts versunken ist.
Engywuck wird im Film von Sydney Bromley gespielt, Urgl von Patricia Hayes. Im dritten Kinofilm sind Engywuck und Urgl in einen Wald umgezogen, wo sie sich noch immer fortwährend zanken. Während Bastians Rückkehr nach Phantásien besucht Bastian ihr Haus, das später vollständig zerstört wird. Die beiden Gnome begleiten Bastian, Fuchur und den Troll Barky, um die Kindliche Kaiserin zu finden und sie um Hilfe zu bitten, doch werden sie durch eine Wunschüberladung, die Bastian und die anderen verursachen, versehentlich zur Erde versetzt. So landen sie in Alaska, wo es ihnen gelingt, sich selbst und die anderen zurück nach Hause zu versetzen, wo sie ihr Haus wiederaufbauen. Nach der Logik des Buches wäre eine solche Reise unmöglich; ein Phantásier, der zur Erde gelangt, wird dort zur Lüge.

#### Gmork
Der Werwolf Gmork dient denjenigen, die die Vernichtung Phantásiens beschlossen haben und ist somit Atréjus finsterer Gegenspieler. Im Buch wird seine physische Erscheinung als ein schwarzer Wolf von der Größe eines Ochsen beschrieben; man erfährt hier zusätzlich, dass er später trotz seiner schlechten Verfassung durch seine Gefangenschaft in der Spukstadt noch eine beeindruckende und furchterregende Gestalt sein muss. Der Film zeigt ihn mit kurzem, dunklen, blauschwarzen Fell und leuchtend grünen Augen. Seine Fänge sind deutlich größer als die eines normalen Wolfes.
Gmorks Auftrag lautet, den jungen Krieger Atréju zu finden und zu töten, damit er den Retter Bastian nicht nach Phantásien führen kann. Im Buch gelingt es Gmork zu keinem Zeitpunkt, Atréju einzuholen. Kurz bevor der Werwolf ihn erreicht, nutzt Atréju die magischen Kräfte, die ihm der Biss des Monster Ygramul verleiht, um sich an einen weit entfernen Ort zu wünschen, das Südliche Orakel. Im Film schafft es Gmork beinahe, Atréju in den Sümpfen der Traurigkeit zu töten, doch wird der Junge von Fuchur dem Glücksdrachen gerettet.
Gmork und Atréju begegnen sich im Buch in der Spukstadt. Dort hat ihn die Herrscherin der Stadt, die Finstere Fürstin Gaya, der er unvorsichtigerweise seinen Auftrag offenbart hatte, an eine Kette gelegt, bevor sie selbst ins Nichts gegangen ist. Da nur sie die Kette lösen kann, ist Gmork dort gefangen, als das Nichts die Stadt einzukreisen beginnt. Atréju, der glaubt, dass seine Queste gescheitert ist, stellt sich ihm als „Niemand“ vor, dessen Name nicht genannt werden soll. Auf diese Weise erkennt Gmork seinen Widersacher zunächst nicht und begegnet ihm weniger feindselig. Atréju erfährt von Gmorks Auftrag. Der Werwolf erklärt Atréju nicht nur die wahre Natur des Nichts, sondern auch, dass ein Phantásier, der hineingerät, in der Menschenwelt zu einer Lüge wird.
Als Atréju die Motive seines Handelns zu ergründen versucht, stellt sich heraus, dass Gmork zwar sowohl in der Menschenwelt (in menschlicher Gestalt) als auch in Phantásien (als Werwolf) existieren kann, jedoch in keiner der Welten wirklich zuhause ist. Aus Zorn darüber, dass die Phantásier eine eigene Welt besitzen, so wie es ihm selbst nicht vergönnt ist, beteiligt er sich an dem Plan manipulativer Kräfte, die den Untergang Phantásiens nutzen wollen, um dadurch die Gedankenwelt der Menschen für immer zu vergiften, damit sie selbst mehr Macht erringen können.
Zuletzt offenbart Gmork Atréju den Namen des Jungen, den er jagt, und Atréju gibt sich zu erkennen. Der Werwolf, zufrieden über das anscheinende Scheitern von Atréjus Mission, stimmt daraufhin ein furchtbares Gelächter an, über das er stirbt, bevor das Nichts die Spukstadt erreicht. Als Atréju sich dem toten Körper nähert, schnappen die messerscharfen Zähne des toten Wolfes zu und halten ihn eisern fest, was für Atréju die Rettung bedeutet, der auf diese Weise solange nicht ins Nichts gezogen werden kann, bis Fuchur ihn erreicht und mit AURYNS Hilfe aus dem Biss befreit.
Im Film verläuft die Begegnung etwas anders. Gmork ist hier nicht gefesselt, spricht nicht von den manipulativen Kräften und attackiert Atréju, der sich selbst mit einem improvisierten Steinmesser verteidigt, das der junge Krieger während des Gesprächs neben sich auf der Erde findet.

#### Graógramán, der Bunte Tod
Graógramán, der Bunte Tod, entsteht aus Bastians Wunsch, Kühnheit und Mut zu entwickeln, indem er dem gefährlichsten und tödlichsten Wesen Phantásiens gegenübertritt. Er ist Herr und Wächter von Goab, der Wüste der Farben. Dort teilt sich unterschiedlich gefärbter Sand in einander abwechselnde Flächen, die jeweils nur eine Farbe haben. In dieser Wüste kann niemand überleben, nur Bastian kann dort bestehen, weil das AURYN ihn schützt. Graógramán tritt in der Form eines gewaltigen Löwen auf, der seine Farben verändert, je nach der Farbe des Sandes, den er betritt. Er kann die Wüste niemals verlassen, da er sie mit sich trägt. Jedes Leben, das hineingerät, verwandelt sich selbst in Sand. Als Bastian das dreifache B, die Anfangsbuchstaben seines Namens, in den Sand schreibt, entdeckt ihn Graógramán und lädt ihn in seinen Palast ein, wo er sich erholen kann. Des Nachts erstarrt Graógramán zu Stein, woraufhin die Wüste verschwindet und Platz macht für einen gewaltigen Wald, den Nachtwald Perelín, der voller Leben ist und am Morgen, wenn Graógramán neu aus dem Stein geboren wird, wieder vergeht. Aus Dank dafür, dass Bastian ihm seine Geschichte offenbart und seinem Dasein einen Sinn gegeben hat, überreicht ihm Graógramán ein magisches und augenscheinlich intelligentes Schwert, dem Bastian den Namen Sikánda verleiht.
Von Graógramán erfährt Bastian auch, dass er seinen wahren Willen erforschen muss. Er ermöglicht Bastian, die Wüste zu verlassen, indem er ihn auf den Tausend Türen Tempel aufmerksam macht und in Bastian den Wunsch weckt, dorthin zu gelangen, um Atréju wiederzusehen.

#### Karl Konrad Koreander
Karl Konrad Koreander ist der griesgrämig scheinende Inhaber eines Buchantiquariates, dem Bastian gleich zu Beginn der Erzählung begegnet. Die ersten Wörter des Romans bestehen aus dem in Spiegelschrift gedruckten Namen des Bücherladens, der nur dann so aussieht, wenn man ihn vom Inneren des Raumes aus durch die Glastür betrachtet, auf der er steht. Koreander, dessen Aussehen in etwa dem eines typischen Märchenzauberers entspricht, liest gerade in dem Buch Die unendliche Geschichte, das Bastian an sich bringt, als der Antiquar zum Telefonieren den Raum verlässt. Im letzten Kapitel besucht Bastian Koreander noch einmal, um sich für den Diebstahl des Buches zu entschuldigen. Auf diese Weise erfährt er, dass auch Koreander zu den Phantásienreisenden gehört. Die beiden erzählen einander ihre Geschichte.
In der Zeichentrickserie Tales from the Neverending Story hat Koreander eine Doppelrolle; in Phantásien agiert er als Zauberer. Thomas Hill verkörpert den Buchhändler im ersten und zweiten Kinofilm und ist somit der einzige Schauspieler, der in beiden Kinofilmen mitspielt.

#### Pjörnrachzarck und die anderen Botschafter
Pjörnrachzarck ist eine große Kreatur, die völlig aus Stein besteht. Seine Spezies wird Felsenbeißer genannt, weil sie sich ausschließlich von Felsen und Mineralien ernährt. Sie fertigt auch alle Gebrauchsgegenstände aus Stein, sodass diese in einem Anflug von Heißhunger auch schon mal aufgegessen werden; beispielsweise isst Pjörnrachzarck auf dem Weg zum Elfenbeinturm sein gigantisches steinernes Fahrrad auf. Pjörnrachzarck wurde von seinem Volk zur Kindlichen Kaiserin gesandt, um ihr Bericht zu erstatten, dass seine Heimat mehr und mehr im Nichts versinkt. Im Haulewald trifft er mit drei weiteren Boten zusammen, dem Irrlicht Blubb, dem Winzling Ückück mit seiner Rennschnecke und dem Nachtalb Wúschwusul. Auf diese Weise erfahren die Vier, dass ihre jeweilige Heimatregion nicht die einzige ist, die von der Vernichtung erfasst wurde; augenscheinlich ist ganz Phantásien von der schleichenden Zerstörung bedroht. Da jeder der Vier glaubt, seine Art zu reisen sei die schnellste, trennen sie sich zunächst, treffen aber später am Elfenbeinturm wieder zusammen. Dort freunden sie sich an und bestehen später gemeinsame Abenteuer, die innerhalb des Buches aber nicht mehr erzählt werden.
Die Botschafter treffen auch im Film aufeinander, allerdings fehlt Blubb dort, und seine Rolle wird teilweise vom Felsenbeißer übernommen. Im Film hat Pjörnrachzarck eine besondere Vorliebe für Kalkstein. Seine Essgewohnheiten werden dadurch anschaulich gemacht, dass große Felsstücke von seinem Mund zu Boden fallen, wenn er Nahrung zu sich nimmt. Im Buch tritt der Felsenbeißer nur zu Beginn auf; im Film begegnet Atréju ihm im späteren Handlungsverlauf. Pjörnrachzarck hat jegliches Selbstvertrauen verloren, weil er seine Reisegefährten nicht vor dem Nichts retten konnte; sie wurden ihm förmlich aus den Händen gerissen. Er warnt Atréju, vor dem Nichts zu fliehen, bevor es auch ihn erfasst.
Im zweiten und dritten Film wird die Familie des Felsenbeißers vorgestellt, seine Frau erst im dritten Teil, sein Sohn im zweiten und dritten. Felsenbeißer Junior hat die gleiche Größe wie ein erwachsener Mensch und ist trotzdem nur ein Kleinkind, das neugierig, spielerisch und gefräßig die Welt erkundet. Im dritten Teil hat er eine Hauptrolle inne. Er wird dort während einer Wunschüberladung, die durch Bastian, Fuchur, den Troll Barky, Engywuck und Urgl verursacht wird, zur Erde gesandt. Dort wird er von Fuchur gerettet, bevor er zu Tode stürzen kann, und die Gruppe trifft wieder mit Bastian zusammen. Junior macht Bastians Leben nicht gerade leichter; er verursacht nachts Chaos in der Küche und spielt auf einer Wasserkanne wie auf einer Trompete. Felsenbeißer und seine Frau nehmen derweil den Kampf gegen eine dunkle Bedrohung auf, die das Buch und das AURYN an sich gebracht hat, um ihren Sohn zurückzubekommen. Am Ende des Films wird die Familie wiedervereint. Der Felsenbeißer singt auch eine Variante von Born to Be Wild von Steppenwolf.

#### Das Südliche Orakel
Nachdem die Uralte Morla, eine gewaltige Schildkröte, Atréju verraten hat, dass die Kindliche Kaiserin einen neuen Namen benötigt, um gesund zu werden, bricht Atréju zum Südlichen Orakel auf. Dieses ist der einzige Ort, an dem Atréju erfahren kann, wer der Kindlichen Kaiserin einen solchen Namen zu geben in der Lage ist. Das Südliche Orakel (im Buch auch die Uyulála genannt) liegt so weit entfernt, dass Atréju eigentlich keine Chance hätte, es innerhalb seiner eigenen Lebensspanne zu erreichen, geschweige denn innerhalb der Lebensspanne der sterbenden Kindlichen Kaiserin, doch ermöglicht das tödliche Gift von Ygramul, der Vielen, ihm und Fuchur, sich einfach dorthin zu wünschen. In der Nähe des Orakels angekommen, werden Atréju und Fuchur von dem Gnomenpärchen Urgl und Engywuck geheilt. Engywuck, der das Orakel seit langem studiert, selbst aber noch nie dort gewesen ist, verrät Atréju einiges über dessen Natur. Um die Uyulála zu erreichen, muss Atréju drei Tore durchschreiten:
- Das erste von ihnen ist das Große Rätsel Tor. Es besteht aus zwei Sphingen, die einander anschauen. Um es zu durchqueren, sind keineswegs Rätsel zu lösen; vielmehr erlauben die Sphingen nur denjenigen die Weiterreise, die ausreichend Selbstvertrauen in ihre eigene, innere Kraft haben. Die Sphingen müssen dazu ihre Augen geschlossen halten. Diejenigen, die nicht für würdig befunden werden, werden von dem starren Blick aus ihren geöffneten Augen verhext und erstarren auf der Stelle. Nur eine andere Sphinx kann den Blick einer Sphinx ertragen. Dieser sendet nämlich alle Rätsel der Welt aus, und wer von ihm getroffen wird, kann sich erst dann wieder rühren, wenn er alle Rätsel der Welt gelöst hat. Dieses Motiv entstammt der griechischen Mythologie (etwa der Ödipus-Erzählung), in der die Sphinx dem Menschen Rätsel aufgibt und jene bestraft, die die Lösung nicht erraten.
- Die zweite Pforte ist das Zauber Spiegel Tor. Es handelt sich um einen großen, runden Spiegel, der dem Reisenden sein wahres Ich offenbart. Oftmals reagieren jene, die die Wahrheit nicht ertragen können, entsetzt und rennen fort oder werden wahnsinnig.
- Zuletzt ist das Ohne Schlüssel Tor zu durchqueren. Diese schlüssellose Tür ist aus einem Material namens Phantásisches Selén gefertigt, das unzerstörbar ist und nur auf den eigenen Willen reagiert. Nur jene, die nicht einzutreten wünschen, können durch das Tor zur Uyulála vordringen.

Es gelingt Atréju, die Tore zu durchschreiten. Das Große Rätsel Tor lässt ihn passieren, das Zauber Spiegel Tor zeigt ihm ein Bild von Bastian, wie er auf dem Schulspeicher sitzt und in der Unendlichen Geschichte liest; die beiden sind offensichtlich zwei Seiten ein und derselben Person. Um das Ohne Schlüssel Tor zu durchqueren, benötigt Atréju Bastians Hilfe. Nachdem er alles vergessen hat und sich nicht mehr wünscht, das Tor zu durchschreiten, wendet er sich zum Gehen, doch auf Bastians Aufforderung hin kehrt er um und sucht die Uyulála auf.
Auf diese Weise erfährt Atréju, dass die Uyulála eine körperlose Stimme ist, die in Versen spricht und auch nur Reime zu verstehen in der Lage ist. Es kommt zu einer poetischen Konversation zwischen Atréju und der Uyulála, in der Atréju, dessen Gedächtnis noch immer erloschen ist, zunächst einmal ergründen muss, aus welchem Grund er die Reise zum Südlichen Orakel überhaupt angetreten hat. Doch gelingt es ihm, die richtigen Fragen zu stellen, und so verrät ihm die Uyulála, dass die Kindliche Kaiserin nur dann wieder gesund werden kann, wenn ihr ein neuer Name von einem Menschenkind gegeben wird, das jenseits von Phantásien lebt. Nur kurze Zeit nach dem Ende der Unterhaltung wird die Uyúlala zusammen mit dem gesamten Orakel ins Nichts gesogen.
In der Filmfassung wurden einige signifikante Änderungen des Szenarios vorgenommen. Das erste Tor lässt jene passieren, die sich selbst für würdig halten. Wenn jemand daran zweifelt, dass er das Tor sicher durchqueren kann, öffnen sie ihre Augen und feuern Laserstrahlen ab, die die betreffende Person verbrennen. Nicht einmal eine stählerne Rüstung bietet Schutz dagegen. Das zweite Tor ist ein Spiegel, wie er im Buch beschrieben wird; er steht jedoch in einer verschneiten Einöde. Ein drittes Tor gibt es im Film nicht. Im Film wird das eigentlich unsichtbare Orakel als zwei blau schimmernden Sphingen dargestellt; auf die gereimte Sprache wird verzichtet. Auch im Film wird das Orakel nach der Unterhaltung mit Atréju zerstört.
In den Tales from the Neverending Story muss ein Held das Rätseltor durchschreiten, das sein Selbstvertrauen überprüft. Er muss dann ein Rätsel beantworten und einen Spiegel durchschreiten, der das anzeigt, was er benötigt, um seine Aufgabe zu lösen. Im Gegensatz zu Atréju kommt er in einer Bibliothek an, in der ihm ein rätselhafter Zauberer, der wie Koreander aussieht, das Lesen beibringt. Danach durchquert er eine Glastür, auf der der Name Uyulála geschrieben steht, und findet das Orakel so vor, wie es im Buch beschrieben ist.

#### Xayíde
Xayíde ist eine böse Zauberin, die Bastian während seiner Phantásienreise aus seinem Wunsch erschafft, gefährlich und gefürchtet zu sein. Xayíde lebt in einem Schloss, das Hórok genannt wird, die Sehende Hand; die Festung hat tatsächlich die Gestalt einer gewaltigen Hand. Xayídes auffälligstes physisches Merkmal sind ihre Augen. Sie haben zwei unterschiedliche Farben, Rot und Grün, wie die Schriftfarben der Unendlichen Geschichte.
Als Xayíde die drei Herren Hýkrion, Hýsbald und Hýdorn entführen lässt, die Bastian, Atréju und Fuchur auf ihrer Reise zum Elfenbeinturm begleiten, scheitern Bastians Gefährten bereits an den hohlen Metallwächtern, die Xayídes Schloss mit den vielen Fenstern bewachen, die wie hunderte von Augen erscheinen. Doch Bastian gelingt es mit Hilfe seines Zauberschwertes Sikánda, die Wächter zu besiegen, die drei Herren zu befreien und Xayíde zu überwältigen.
Für Atréju und Fuchur wird bald offensichtlich, dass Xayíde ihre Gefangennahme geplant hat, aber Bastian will davon nichts hören. Obwohl sie im Grunde genommen keinen Hehl daraus macht, dass ihr Herz kalt und berechnend ist, zeigt sie sich Bastian von einer warmen und zuneigungsvollen Seite und heuchelt ihm die Wertschätzung vor, die er sich so sehr wünscht. Bastian lässt sich davon täuschen, so dass es Xayíde mehr und mehr gelingt, einen Keil zwischen seine Freundschaft mit Atréju und Fuchur zu treiben.
Xayídes Pläne sehen vor, Bastians Macht, die ihm AURYN verleiht, für ihre eigenen Zwecke zu nutzen. Sie redet Bastian ein, er selbst habe es verdient, sich zum Kindlichen Kaiser Phantásiens zu erheben. Xayíde kann Hohles (wie ihre Metallwächter) mit der Kraft ihres Willens lenken, und sie rechnet sich aus, dass sie auch Bastian wie eine Marionette lenken kann, der mehr und mehr vergisst, wer er wirklich ist. In Wahrheit will sich Xayíde also selbst zur Herrscherin aufschwingen und das Reich gemäß ihren eigenen Vorstellungen neu ordnen. Doch Xayídes Plan scheitert am Widerstand Atréjus und Fuchurs.
Während Bastian den beiden nachjagt, verliert Xayíde seine Spur. Als Bastians Wunsch, gefürchtet zu sein, sich durch die Konfrontation mit dem Schicksal, das ihn erwartet, wenn er den beschrittenen Weg weiter verfolgt, dahingehend verändert, Teil einer Gemeinschaft sein zu wollen, wird Xayíde nicht mehr gebraucht. Obwohl sie sonst stets die volle Kontrolle über ihre Metallwächter hatte, gelingt es ihr nicht, diese zu stoppen, so dass sie von ihnen überrannt und auf diese Weise getötet wird.
Xayíde wird im zweiten Kinofilm, der oberflächlich auf der zweiten Hälfte des Buches basiert, von Clarissa Burt verkörpert. Ihre Fähigkeit, Hohles zu lenken, ist im Film wesentlich ausgeprägter. Sie kontrolliert dort eine Entität namens „die Leere“, die dem Nichts ähnlich ist. Die Leere bedroht Phantásien und die Kindliche Kaiserin. Ansonsten ähnelt die Darstellung Xayídes stark ihrer Beschreibung im Buch. Sie manipuliert Bastian und führt ihn in die Irre, um die Kindliche Kaiserin vom Thron zu stoßen und Phantásien ihre eigene Ordnung überzustülpen. Durch eine spezielle Maschine eines ihrer Techniker wird Bastian selbst hohl und leer, ist also ebenfalls zu verhexen. Im Buch wie im Film gibt sie Bastian den Gürtel Gémmal, der seinen Träger unsichtbar werden lässt. Natürlich macht sie Bastian auch dieses Geschenk nicht ohne Eigennutz. Sie erreicht damit, dass Bastian Atréju und Fuchur ausspioniert und erfährt, dass diese ihm das AURYN wegnehmen wollen, dessen Macht er zu missbrauchen begonnen hat. Auf diese Weise vollendet sie ihren Plan, die Freunde zu entzweien. Im Film setzt Bastian seinen letzten Wunsch dafür ein, ihr ein Herz zu geben, damit sie nicht länger leer ist, und verursacht damit ihr Ende.
In der Miniserie Tales from the Neverending Story wird Xayíde als die Schwester der Kindlichen Kaiserin dargestellt und ist der Hauptwidersacher der Helden.

#### Ygramul, die Viele
Ygramul, die Viele, ist ein Ungeheuer, das im Land der toten Berge lebt.
Ihr Name resultiert daraus, dass es sich nicht um ein einziges Lebewesen handelt, sondern um einen gewaltigen Schwarm insektenähnlicher Kreaturen, die von einem Willen gelenkt werden und je nach ihrer Anordnung zueinander die Gestalt des Gesamtgebildes beliebig zu verändern wissen. Ygramul tritt oft in Gestalt einer großen Spinne auf und baut Netze, um darin Beute zu fangen, von der sich der Schwarm ernährt.
Ygramuls Gift ist tödlich, doch kann sich derjenige, der mit ihm infiziert worden ist, an jeden beliebigen Ort Phantásiens versetzen, wenn er sich nur dorthin wünscht, bevor ihn die Auswirkungen des Giftes überwältigen. Würde diese Tatsache öffentlich bekannt, müsste Ygramul bald verhungern.
Dennoch verrät Ygramul Atréju das Geheimnis, als er ihr gegenübertritt, denn sie weiß, dass nur er die Rettung Phantásiens (und damit ihre eigene) vor dem Nichts zustande bringen kann. Auf diese Weise gelingt es Atréju, das viel zu weit entfernte Südliche Orakel binnen Sekundenbruchteilen zu erreichen.
Durch Atréjus Eingreifen erfährt auch der Glücksdrache Fuchur, der, von Ygramuls Gift betäubt, hilflos in einem ihrer Netze gefangen ist, wie er sich befreien kann. Obwohl es Atréju nicht gelingt, ihn von Ygramul als Reittier zu fordern, rettet er ihm auf diese Weise doch das Leben, so dass Fuchur dem Jungen zum Südlichen Orakel folgt. Das sprichwörtliche Glück des Glücksdrachens bewirkt nicht nur, dass Atréju genau im richtigen Augenblick erscheint, sondern auch, dass beide sofort nach ihrer Ankunft von den Gnomen Engywuck und Urgl gefunden werden, die zudem auch noch das Gegengift zu Ygramuls Biss kennen. Auf diese Weise werden beide geheilt. Während Atréjus Genesung bereitet Engywuck, der das südliche Orakel lange studiert hat, Atréju auf seine Begegnung mit den Wächtern des Orakels vor.

#### Weitere Nebenfiguren
- Caíron der Schwarz-Zentaur ist der größte Arzt Phantásiens, doch ist auch er nicht in der Lage, die Ursache für die Krankheit der Kindlichen Kaiserin herauszufinden. Deshalb übergibt ihm die Kindliche Kaiserin AURYN. Doch ist Caíron nicht der Träger, sondern nur der Überbringer. Er soll das Kleinod an Atréju geben und ihn auf die Große Suche schicken, die Phantásien zu retten vermag. Im Buch erscheint Cairon als älterer Schwarz-Zentaur, dessen untere Hälfte das gestreifte Fell eines Zebras aufweist. Im ersten Film hingegen ist er vollständig humanoid. Sein Name und seine Physis als Zentaur sind eine Reminiszenz an den Zentauren Chiron aus der griechischen Mythologie.[2]

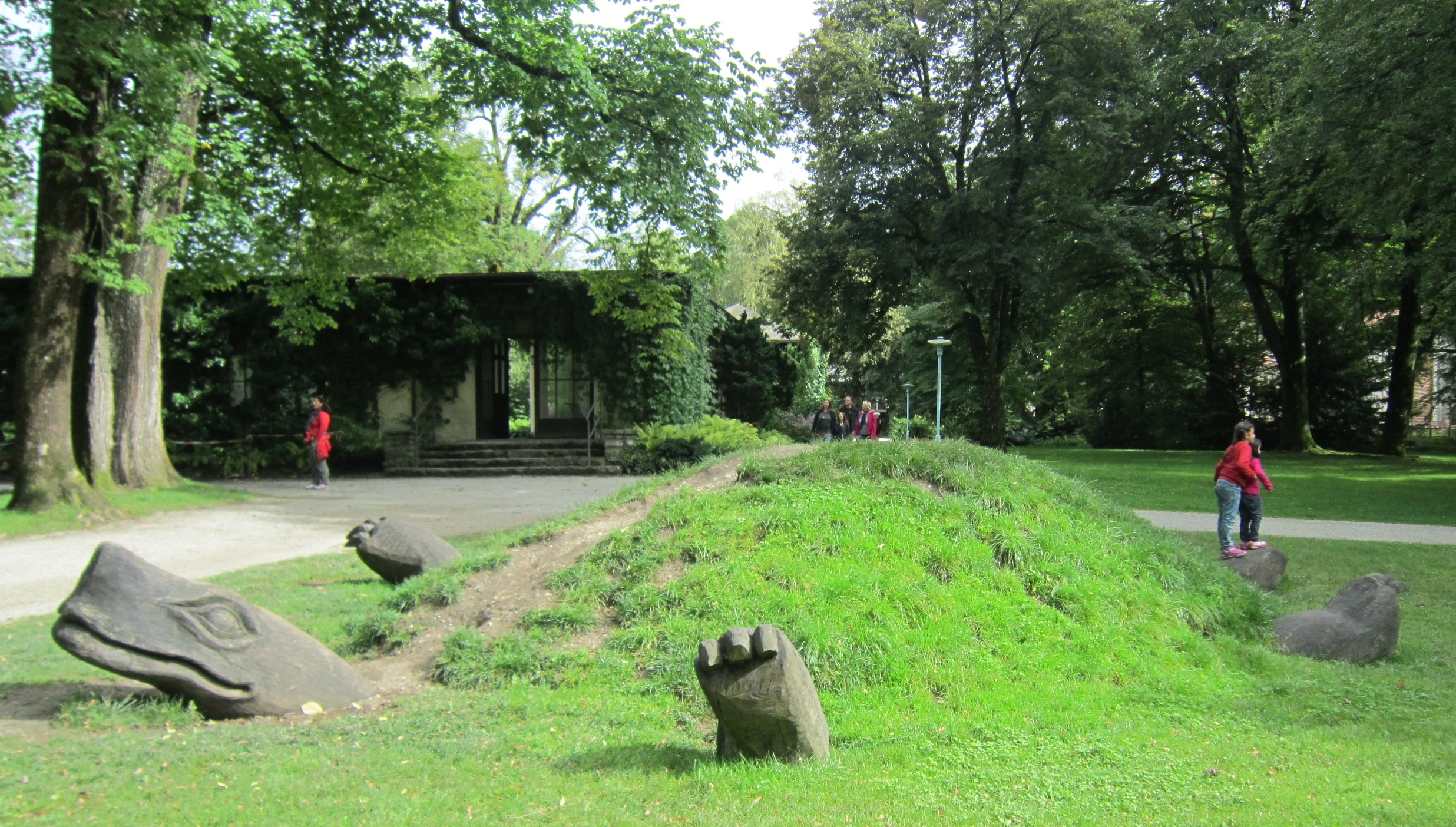
Skulptur der uralten Morla im Michael-Ende-Kurpark in Garmisch-Partenkirchen

- Die Uralte Morla ist das vielleicht älteste lebende Geschöpf Phantásiens, die Kindliche Kaiserin nicht mitgezählt, die selbst keine Phantásierin ist. Es handelt sich um eine riesige Schildkröte, groß wie ein Berg, weshalb sie auch oft mit einem solchen verwechselt wird; man nennt sie den Hornberg. Sie lebt in den Sümpfen der Traurigkeit und ist ihres langen Lebens selbst überdrüssig geworden. Deshalb will sie Atréju zunächst nicht helfen, als dieser von ihr wissen möchte, wie die Kindliche Kaiserin und damit ganz Phantásien vor dem Nichts zu retten ist. Atréju muss eine List anwenden, um von ihr die gewünschte Information zu erhalten. Wenn es ihr wirklich völlig egal sei, was mit ihr selbst und Phantásien geschieht, könne sie ihm auch genauso gut sagen, was er wissen möchte. Auf diese Weise erfährt Atréju, dass die Kindliche Kaiserin einen neuen Namen benötigt, und dass die Uyulála am Südlichen Orakel möglicherweise zu sagen vermag, wer ihr diesen Namen geben kann.[4]
- Die Vier Windriesen:  Der Nordwind Lirr, der Ostwind Baureo, der Südwind Schirk und der Westwind Mayestril bestätigen Atréju, dass Phantásien grenzenlos ist. Damit schwindet Atréjus Hoffnung, jemals in die Menschenwelt zu gelangen, um ein Menschenkind nach Phantásien zu bringen, das der Kindlichen Kaiserin einen neuen Namen gibt. Im Kampf der vier Winde, die ständig im Streit miteinander liegen, werden Atréju und Fuchur getrennt.[48]
- Gaya, die Finstere Fürstin, tritt den Beweis an, dass auch die bösesten Geschöpfe Phantásiens kein Interesse an dessen Untergang haben. Sie vereitelt Gmorks Plan, Atréjus große Suche zu beenden, indem sie ihn an eine magische Kette legt, die nur sie lösen kann, und sich dann ins Nichts stürzt.[39]
- Der Alte vom Wandernden Berge ist der Chronist, der alles aufschreibt, was in Phantásien geschieht, und es geschieht, indem er es aufschreibt. Er wird als ein älterer, bärtiger Mann geschildert, der seit dem Beginn Phantásiens existiert hat und niemals jung gewesen ist. Er ist von der gleichen Art wie die Kindliche Kaiserin und kein Phantásier. Seine Heimat ist ein eiförmiges Haus auf der Spitze des Wandernden Berges, das nur durch Zufall oder eine Fügung des Schicksals gefunden werden kann. Als Bastian zögert, der Kindlichen Kaiserin einen Namen zu geben, sucht diese den Alten vom Wandernden Berge auf und fordert ihn auf, die Geschichte von vorn zu erzählen. Der Alte vom Wandernden Berge versucht die Kindliche Kaiserin davon abzubringen, sein Haus zu betreten, da sie es aus eigener Kraft nicht mehr verlassen kann. Auch fürchtet er das, was geschieht, wenn er beginnt, die Geschichte von neuem zu erzählen, beugt sich aber letztendlich dem Wunsch der Kaiserin, weil er weiß, dass es keine andere Möglichkeit gibt, Phantásiens Fortbestand zu sichern. Es erweist sich, dass es nicht etwa Atréjus Geschichte ist, mit der Die unendliche Geschichte beginnt, sondern Bastians eigene von dem Moment an, wo er Koreanders Laden betritt. Da die Geschichte stets in dem Moment von vorn beginnt, in dem die Kindliche Kaiserin den Alten vom wandernden Berge dazu auffordert, sie von neuem zu erzählen, entsteht eine Endlosschleife; eine Form einer unendlichen Geschichte, die Bastian nicht im Sinn gehabt hatte, als er das Buch unbedingt erlangen wollte. Nur er selbst kann die Schleife durchbrechen, indem er der Kindlichen Kaiserin ihren Namen gibt. Als dies geschieht, zerspringt das Ei, die Kindliche Kaiserin kommt frei, und mit ihr wird auch Phantásien neu geboren.[7]
Der Alte vom Wandernden Berg fehlt im ersten Film und tritt im dritten in stark veränderter Rolle auf. Er besitzt dort ein großes Buch, das anscheinend selbstständig die Zukunft niederschreiben kann. Er wohnt in einer versteckten Kristallhöhle und kann mit Hilfe eines magischen Spiegels die Außenwelt betrachten. Als ihn die Kindliche Kaiserin besucht, kriecht er vor ihr auf dem Boden und beteuert, ihr Besuch sei für ihn eine große Ehre. Bei ihrem Besuch wird die Kindliche Kaiserin von ihrem Wächter Großkopf begleitet. Beide bleiben bis zum Ende der Nastie-Krise bei dem Alten.
- Quérquobad der Silbergreis ist das Oberhaupt der Silberstadt Amargánth.[49]
- Held Hynreck entsteht aus Bastians Wunsch, von anderen bewundert zu werden. Er ist der größte Held Phantásiens, wofür er hart gearbeitet hat, denn er möchte die Prinzessin Oglámar für sich gewinnen, die geschworen hat, sich nur dem größten Helden des Reiches zu versprechen. Mit Hilfe seines Schwertes Sikánda und den anderen Fähigkeiten, die AURYN ihm verliehen hat, besiegt Bastian ihn mühelos. So gedemütigt, wendet sich Oglámar von ihm ab. Um Hynreck eine neue Chance zu geben, sich zu beweisen, erschafft Bastian einen gewaltigen Drachen, der Oglámar entführt. Es gelingt Hynreck nach einer langen Queste auch, den Drachen zu besiegen, so dass Oglámar ihn als Gatten akzeptieren würde, doch nun hat Hynreck das Interesse verloren; das glückliche Ende, das Bastian im Sinn gehabt hatte, bleibt also aus.[49]
- Hýkrion der Starke, Hýsbald der Flinke und Hýdorn der Zähe sind drei Krieger, die in Begleitung von Held Hynreck an einem Wettbewerb teilnehmen, den Atréju ausgerufen hat. Er will ein würdiges Gefolge zusammenzustellen, das Bastian, den Retter Phantásiens, finden und beschützen soll. Doch erreicht Bastian den Wettbewerb mit Hilfe des Tausend Türen Tempel bereits, bevor sich die kleine Heerschar auf den Weg machen kann. Atréju begreift, dass Bastian sich inzwischen stark verändert hat und keines Schutzes bedarf; dennoch bleiben er, Fuchur und die drei Herren in Bastians Gesellschaft. Die drei Herren werden von Xayíde entführt und stehen schließlich im Kampf um den Elfenbeinturm auf Bastians Seite. Sie überleben die Schlacht um den Elfenbeinturm und den Kampf gegen Atréjus Rebellion, werden jedoch von Bastian getrennt und gehen anschließend ihrer eigenen Wege.[50]
- Die Acharai sind wurmartige Kreaturen, die sich vor lauter Scham über ihr hässliches Äußeres in Höhlen tief unter der Silberstadt Amargánth verstecken und fortwährend ihr Schicksal beweinen. Ihre ätzenden Tränen waschen das Phantásische Silber aus, das einzige Element, das ihren Tränen unbeschadet widerstehen kann. Aus dem Silber wiederum werden die Häuser Amarganths gefertigt, die dadurch eine prachtvolle und wunderschöne Metropole wird. Ihre Tränen bilden den See Murhu, in dem die Stadt schwimmt.
Um seine Macht zu beweisen, verwandelt Bastian die Acharai in einem Akt des Mitleids in eine Gestalt, in der sie immer nur Lachen und Fröhlichkeit verbreiten sollen. Doch die Gestalt, die AURYN an seiner statt wählt, ist die seltsam bizarrer, lächerlich wirkender Clown-Motten, Schlamuffen genannt. Während die Acharai die Immer-Weinenden waren, sind die Schlamuffen immer-lachende, bunte Schmetterlinge, die bunte Mottenflügel auf dem Rücken tragen und in karierten, gestreiften, geringelten oder gepunkteten, viel zu engen oder zu weiten Plunder gekleidet sind. Sie hausen in einem Turm aus Silberfiligran, den sie zu ihrer Zeit als Acharai erbaut hatten, treiben Schabernack und reden unsinniges Kauderwelsch; eine anständige Unterhaltung mit ihnen ist unmöglich.
Bastians unbedachter Wunsch gibt die einstmals zwar hässlichen und traurigen Acharai, die aber immerhin eine bedeutende Funktion erfüllten, der Lächerlichkeit und ihr Dasein der Sinnlosigkeit preis. Auch besiegelt er dadurch ungewollt Amargaths Schicksal. Das Silberfiligran, auf das sich der Reichtum der Stadt stützt, wird nun nicht mehr aus der Erde gewaschen, auch trocknet der Tränensee Murhu aus. Um Rache zu üben für den unwürdigen Zustand, in den Bastian sie versetzt hat, greifen die Schlamuffen ihn an, als er schon fast alle Erinnerungen an sein reales Leben verloren hat, und fordern ihn auf, ihr Anführer zu werden, um ihrem Leben wieder Richtung und Ziel zu geben. Sie zerstören dadurch das Traumbild seines Vaters, das Bastian zuvor mühselig aus der Grube Minroud geborgen hatte und das ihn nach Hause geleiten sollte. Auf diese Weise verhindern sie um ein Haar Bastians Rückkehr in die Menschenwelt. Doch werden sie durch Atréju und Fuchur vertrieben, deren Freundschaft schließlich auch Bastians Führer nach Hause wird.[51]
- Jicha, die Mauleselin, wird zu Bastians Reittier und ist seine treueste Gefährtin,[52] bis Xayíde ihm einredet, dass sie seiner nicht würdig ist. Zwar erfüllt ihr Bastian ihren sehnlichsten Wunsch, einen Partner zu finden, mit dem sie Kinder haben kann, doch tut er dies nicht, um ihr etwas Gutes zu tun, sondern um sie loszuwerden. So bleibt das schale Gefühl zurück, seinen Wunsch nicht aus lauteren Motiven heraus getätigt zu haben.[53] Dies ist ein weiterer Schritt auf dem Weg, der Bastian zu der Erkenntnis führt, dass Freundschaft und Liebe wichtiger sind als Einfluss und Macht.
- Die drei Tief Sinnenden: Uschtu, die eulenköpfige Mutter der Ahnung, Schirkrie', der adlerköpfige Vater der Schau, und Jisipu', der fuchsköpfige Sohn der Klugheit, sind Manifestationen der ausgestopften Tiere, die auf dem Schulspeicher stehen, wo Bastian die Unendliche Geschichte gelesen hat. Sie erlangen durch Bastians Wunsch, seine Weisheit zur Schau zu stellen, ihre phantásische Wirklichkeit. Als Vorsteher des Sternenklosters versuchen sie zu ergründen, was Phantásien ist. Bastian zeigt ihnen, dass ganz Phantásien in dem Buch existiert, das auf dem Schulspeicher zurückgeblieben ist. Um den Speicher sichtbar zu machen, verbrennt er das Licht des Steines Al´Tsahir, der ihm zu einem anderen Zweck gegeben worden ist.[53]
- Illuán, der blaue Dschinn: Ein mächtiger Anführer im Gefolge Bastians auf seinem Weg zum Elfenbeinturm. Er fällt in der Schlacht um den Elfenbeinturm in dem sinnlosen Versuch, den Gürtel Gémmal für Bastian zu retten.[9]
- Der Affe Argax ist der Aufseher in der „Alte Kaiser Stadt“. Von ihm erfährt Bastian, dass jene Menschen, die sich in Phantásien verlieren, dem Wahnsinn anheimfallen. Hätte Bastian die Schlacht um den Elfenbeinturm gewonnen, wäre er sofort hierhergekommen. Argax enthüllt, dass Menschen keineswegs so viele Wünsche frei haben, wie sie möchten, sondern für jeden erfüllten Wunsch eine Erinnerung an die Menschenwelt aufgeben müssen. So droht Bastian der Wahnsinn, wenn er seine letzte Erinnerung verliert, ohne den Weg nach Hause gefunden zu haben. Entsetzt flieht Bastian aus der Stadt und versucht mit den wenigen ihm verbleibenden Wünschen, seinen wahren Willen zu ergründen, um den Weg zurückzufinden.[9]
- Dame Aiuóla: Eine Pflanze, die die Gestalt einer mütterlichen Frau annimmt und Ähnlichkeit mit Bastians eigener, verstorbener Mutter hat. Sie lebt im Änderhaus und wartet dort auf Bastian, damit sie sich um ihn kümmern und ihn auf den Weg bringen kann, seinen letzten Wunsch zu finden, der ihn zu seinem wahren Willen führt, lieben zu können. Die Dame Aiuóla entsteht aus Bastians Wunsch, geliebt zu werden.[46]
- Yor ist Bergmann in der Grube Minroud, dem Bergwerk der Bilder. Hierhin gelangen alle vergessenen Träume der Menschen. Schon in der Silberstadt Amargánth wird Bastian geweissagt, dass er eines Tages hierher kommen und dann das Licht des Steins Al´Tsahir benötigen wird,[19] doch der Menschenjunge verbrennt dessen Licht in dem Versuch, sich gegenüber Atréju und Xayíde als großer Weiser aufzuspielen.[53] So muss Bastian in völliger Dunkelheit nach einem Bild suchen, das ihn nach Hause führen kann, denn die Erinnerungen an sein früheres Leben hat er nun fast vollständig verloren. Nach wochenlanger fleißiger Arbeit findet er schließlich ein Bild, das seinen Vater zeigt und erkennt, dass dieser ganz in Eis gepackt ist; der Tod seiner Frau hat ihn gefühlskalt werden lassen.[54]
- Bastians Vater ist ein Zahntechniker, den der Tod seiner Frau gefühlskalt gemacht hat und der deshalb nur noch neben seinem Sohn her lebt, aber nicht mehr mit ihm. Bastian erkennt im Laufe seiner Reise durch Phantásien, dass sein Wahrer Wille darin besteht, lieben zu können, und dass es sein Vater ist, den er lieben möchte. Diese Liebe bringt er ihm aus Phantásien mit und rührt seinen Vater damit zu Tränen – die Wasser des Lebens. Dadurch finden beide am Ende Erlösung. Im zweiten Film findet Bastians Vater Die unendliche Geschichte und begleitet die Reise seines Sohnes, indem er das Buch liest. Daran kann er sich im dritten Film aber augenscheinlich nicht mehr erinnern. Der im Buch namenlose Vater erhält in diesem Film den Namen Barney und heiratet eine Frau namens Jane, deren Tochter Nicole eine Hauptrolle im dritten Film spielt. Verkörpert wird er durch den Schauspieler Gerald McRaney.[55]
- Bei dem Borkentroll handelt es sich um eine sprechende, baumartige Kreatur, die für den dritten Film geschaffen wurde. Zwar finden die Borkentrolle auch im Buch Erwähnung, wo Atréjus erste Begegnung mit ihnen der jungen Grünhaut drastisch die Auswirkungen eines Zusammenstoßes mit dem Nichts vor Augen führt, in ihrer filmischen Ausgestaltung haben sie jedoch wenig mit Endes Vorgaben zu tun. Im Film macht er einen recht mürrischen Eindruck, tritt aber als witzig wirkender Gehilfe in Erscheinung. Er unterstützt Bastian und schließt sich ihm im Kampf gegen die Nasties an. Durch eine Wunschüberladung landet er allerdings auf der Erde in einem Koniferenwald. Dort wird er schließlich gefällt und mit einer Holzlieferung zu Bastians Haus gebracht, wo er sich als Holzscheit bzw. Gartenpflanze tarnt. Im Laufe der Zeit entwickelt er eine schwierige Freundschaft zu Felsenbeißer Junior.
- Nimbly ist eine vogelartige Kreatur aus dem zweiten Film, die im Buch nur eine sehr entfernte Entsprechung findet. Dort sind die Nimblies kaninchenähnliche Kreaturen mit Federn anstelle von Fell. Nimbly ist Xayídes Spion, der Bastian ermutigt, seine Erinnerungen zum Wünschen einzusetzen, später jedoch seine Haltung ändert.
- Die Manipulatoren sind verantwortlich für das Nichts, das Phantàsien zerstört. Ihr Ziel ist es, alle Phantàsier in Lügen zu verwandeln und mithilfe von Lügen die Menschheit zu kontrollieren bzw. die Welt zu beherrschen. Sie sind anscheinend weder aus Phantasien (da das Nichts sie dann auch vernichten würde) noch aus der Menschenwelt, die sie ja kontrollieren wollen.

## Magische Utensilien
Für den Verlauf der Handlung spielen einige magische Utensilien eine wichtige Rolle.

### Das BuchDie unendliche Geschichte
Als Bastian das Buchantiquariat des Karl Konrad Koreander betritt, liest dieser gerade in einem Buch namens Die unendliche Geschichte. Dieser Titel zieht Bastian magisch an, denn er hat sich schon immer eine Geschichte gewünscht, die niemals endet, bei der er niemals Abschied nehmen muss von lieb gewonnenen Figuren. Als Koreander den Raum verlässt, stiehlt Bastian das Buch und flüchtet mit ihm auf den Speicher seiner Schule, wo er es zu lesen beginnt. Indem er liest, begleitet er die „Große Suche“ des jungen Phantásiers Atréju, der ihn auf diese Weise Schritt für Schritt nach Phantásien führt. Schließlich wird Bastian selbst ein Teil der Unendlichen Geschichte. Er ist es, der der Kindlichen Kaiserin einen neuen Namen geben soll.
Als Bastian zögert, reist die Kindliche Kaiserin zum Alten vom Wandernden Berge. Dieser hält ein Buch in der Hand, das genauso aussieht wie das, in dem Bastian liest. Das Buch kommt also in sich selber vor; ein Buch im Buch. Der Alte vom Wandernden Berge schreibt die unendliche Geschichte nieder, während sie geschieht, und sie geschieht, indem er sie niederschreibt. Die Kindliche Kaiserin fordert den Alten vom Wandernden Berge auf, die Geschichte von neuem zu erzählen. Dieser reagiert entsetzt, aber er gehorcht, weil er weiß, dass es keine andere Möglichkeit gibt. Auf diese Weise beginnt die Geschichte von vorn, doch nicht mit der Reise der vier Boten zum Elfenbeinturm, dort wo sie für Bastian begann, sondern mit Bastians eigener Geschichte ab dem Moment, wo er Koreanders Buchantiquariat betritt. Indem der Alte vom Wandernden Berge die Geschichte von neuem erzählt, schreibt er sie auch von neuem auf, so dass sie wieder und wieder geschieht, denn sie endet stets in dem Moment, als die Kindliche Kaiserin den Alten vom Wandernden Berg auffordert, sie von neuem zu erzählen. Eine Variante einer unendlichen Geschichte, die Bastian sich niemals hätte träumen lassen. Nur er kann diesen Kreislauf noch durchbrechen, indem er der Kindlichen Kaiserin ihren Namen gibt. Und genau das ist es, wozu ihn die Goldäugige Gebieterin der Wünsche und der Alte vom Wandernden Berge zwingen, denn die Geschichte wiederholt sich in seinem Bewusstsein immer und immer wieder; er kann dies nicht abstellen, auch als er zu lesen aufhört. Als Bastian schließlich der Kindlichen Kaiserin den Namen Mondenkind gibt, wird der Kreislauf durchbrochen. Er selbst wird in das Buch hineingezogen, und seine Phantásienreise beginnt.
Den drei Tief Sinnenden zeigt Bastian, dass ganz Phantásien in dem Buch existiert, das sich noch immer auf dem Schulspeicher befindet. Als Bastian in die Menschenwelt zurückkehrt, ist das Buch nicht nur verschwunden; Koreander kann sich auch nicht erinnern, es jemals besessen zu haben. Dies hat auch seinen Grund: Nach Koreanders Vermutung ist das Buch das Gleiche, das der Leser der Unendlichen Geschichte nunmehr in der Hand hält, um Bastians eigene Geschichte zu verfolgen: „Eins steht fest: Du hast mir dieses Buch nicht gestohlen, denn es gehört weder mir noch dir, noch sonst irgendeinem anderen. Wenn ich mich nicht irre, dann stammte es selbst schon aus Phantásien. Wer weiß, vielleicht hat es in genau diesem Augenblick gerade jemand anders in der Hand und liest darin.“
Bastians Enthusiasmus eine niemals endende Geschichte betreffend beschreibt Ende mit den Worten:

„Er starrte auf den Titel des Buches, und ihm wurde abwechselnd heißt und kalt. Das, genau das war es, wovon er schon oft geträumt und was er sich, seit er von seiner Leidenschaft befallen war, gewünscht hatte: Eine Geschichte, die niemals zu Ende ging! Das Buch aller Bücher!“

 Damit spielt Ende auf die Bibel an, die von gläubigen Christen auch als das „Buch der Bücher“ bezeichnet wird. Ende deutet damit die Bedeutung an, die Bastian sich von der Unendlichen Geschichte erhofft – Erlösung aus seiner unerträglichen Lebenswirklichkeit. Diese Anspielung hat der Theologe Klaus Berger energisch zurückgewiesen. Da niemand zu den Offenbarungen Gottes in Konkurrenz treten könne, sei klar, dass hier der Satan auf den Plan trete. Mit der Unendlichen Geschichte sei eine Antibibel zur Bibel und eine Bibel für gottlose und den Gott der Bibel nicht kennende Menschen geschaffen worden. Die nach wie vor anhaltende Nachfrage nach Endes Mysterienbuch sei hierfür Indiz genug.

### AURYN, das Zeichen der Kindlichen Kaiserin

#### Bedeutungsgehalt als Sinnbild eines echten Dualismus
Das AURYN, dessen Name im Buch stets in Großbuchstaben geschrieben ist, wird von denen, die sich scheuen, seinen Namen auszusprechen, auch das Kleinod, das Pantakel oder der Glanz genannt. Jeder in ganz Phantásien weiß, was dieses Symbol bedeutet. Es ist das Zeichen dessen, der im Auftrag der Kindlichen Kaiserin steht und in ihrem Namen handeln kann, so als sei sie selbst anwesend, ihr Stellvertreter also. Es heißt, dass es dem Träger geheimnisvolle Kräfte verleiht, obwohl niemand sagen kann, welche es genau sind. AURYN wird von allen Wesen in ganz Phantasien respektiert.
Das Kleinod kommt im Buch auf dreifache Weise vor. Innerhalb Phantásiens wird der mystische Talisman von seinem Träger an einer Kette um den Hals getragen. Träger des AURYN sind im Verlaufe der Handlung: Caíron, der Schwarz-Centaur (als Überbringer), Atréju, Fuchur und Bastian. Innerhalb Phantásiens ist es zudem auf dem Einband des Buches zu sehen, in dem der Alte vom Wandernden Berge die Chronik Phantásiens niederschreibt. Innerhalb der Menschenwelt, wie sie im Roman beschrieben wird, befindet sich AURYN auf dem Einband des Buches Die unendliche Geschichte. das Bastian auf dem Schulspeicher liest: Gemäß der inneren Logik der Erzählung sind Endes Buch, Bastians Buch und das Buch des Alten vom Wandernden Berge identisch. Entsprechend ist das AURYN, jedenfalls bei den deutschen Ausgaben, auch auf dem Einband von Michael Endes Buch abgebildet.
AURYN ist ein großes, goldenes Amulett, auf dessen Vorderseite zwei Schlangen zu sehen sind, die einander in den Schwanz beißen und ein Oval bilden. Die Farben der Schlangen werden im Buch zunächst nur mit „hell“ und „dunkel“ bezeichnet. Im letzten Kapitel spezifiziert Ende dies dann näher: die eine Schlange ist schwarz, die andere weiß. Im Übrigen werden die Schlangen nicht näher beschrieben, auch nicht, dass sie symmetrisch angeordnet wären oder ineinander verschlungen sind. Dies ergibt sich erst aus der Interpretation des Symbols, wie sie in den Filmen oder in den Computerspielen zu sehen ist. Dort werden die Schlangen in anderen Farben dargestellt; die eine ist golden, die andere silbern. Jede der Schlangen hat ein Auge. Die Farben dieser Augen stimmen mit den Schriftfarben der Buchausgabe überein: Rot und Grün.
Nach einem Brief an eine Leserin vom 2. April 1984 war es für Michael Ende wichtig, dass AURYN eine Ellipse bildet, weil „eine Ellipse zwei Zentren hat“. Die Schlangen bilden so das Symbol zweier Welten, die ohneeinander einzeln nicht existieren können. Die schwarze Schlange steht dabei für Phantásien, weil Schwarz das Unerforschte, Unheimliche symbolisiert; die weiße Schlange entsprechend für die Außenwelt, für Bewusstsein und Aufklärung. Die beiden Schlangen müssen einander halten. Ließen sie sich los, würde die Welt untergehen. Für Ende ist die äußere Wirklichkeit, die Außenwelt, nur eine der beiden Welten, in der ein Mensch lebt. Die andere, die Welt der Phantasie, ist für ihn ebenso wichtig und ebenso real. Nur indem sich beide Welten ergänzen und miteinander im Einklang stehen, können sie gesund bleiben. Ende hat diese Vorstellung aus der Epoche der Romantik übernommen, die ebenfalls davon ausging, dass Träume und Phantasie eine Realität haben, die der Außenwelt in nichts nachsteht. Ende sah die Wirklichkeit, die Außenwelt, bestimmt von einem rein kausallogischen Denken. Daran kranke die Gegenwart: Nur was nützlich sei, werde auch als gut angesehen. Aber die Innenwelt entziehe sich diesen einseitigen Kriterien. Was unter kausallogischer Perspektive eigentlich nutzlos sei – die Pyramiden, der David von Michaelangelo, die Odyssee und viele andere unsterbliche Kunstwerke, sei letztlich das, was bleibt.
Nach der Beschreibung im Buch entspricht das AURYN einem mythologischen Symbol, das seit dem Altertum in vielen Kulturen verbreitet ist, dem sogenannten „Ouroboros“, das mit der Vorstellung von Yin und Yang in Verbindung steht. Diese Reminiszenz ist nicht zufällig; der Bedeutungsgehalt der beiden Symbole und des AURYNS ist deckungsgleich. Die beiden Schlangen stehen für die duale Natur der beiden beschriebenen Welten (Phantásien/Realität) und die Zwillingsnatur, mit der sie sich gegenseitig erschaffen und zerstören können Phantasie und Außenwelt verhalten sich laut Ende zueinander wie die beiden Seiten einer Münze: Sie ergänzen sich und können ohneeinander nicht existieren. Ende arbeitet in seinem Buch mit vielen solcher (scheinbarer) Gegensätze, die letztlich stets als zwei Seiten derselben Medaille erscheinen: Hell und dunkel, schwarz und weiß, hässlich und schön, gut und böse, mutlos und mutig usw.
Die Schlangen verweisen aber auch auf die Unendlichkeit, die Grenzenlosigkeit der Phantasie und des Reiches Phantásien. Das Motiv der sich selbst gebärenden Schlange bedeutet in vielen Religionen Unendlichkeit und ewige Wiederkehr sowie Weisheit. Die Beschreibung AURYNS erinnert an die Midgardschlange, die die ganze Welt umspannt, und an die zwölf Sternbilder des Tierkreises, den Zodiak. Es besteht ebenfalls eine Beziehung zu den Toren aus Horn und Elfenbein, wie sie Vergil in der Aeneis beschreibt.

#### Die Inschrift „Tu, was du willst“
Auch die Gravur auf der Rückseite AURYNS verweist darauf, dass Phantásien so unendlich ist wie die Phantasie:

„Tu, was du willst“

Der Leitspruch „Tu was du willst“ und dessen Bedeutung, den eigenen „wahren Willen“ zu erkennen und zu leben, stammt aus der Thelema-Lehre (Thelema=Willen), die unter anderem die Basis für den Orden Astrum Argenteum (A?A?) bildete. Der Gründer des Geheimordens, Aleister Crowley, erklärte die Devise Fay ce que vouldras (Tu, was du willst) als Wort des Gesetzes, das er mit folgendem Wortlaut veröffentlichte:

„An die Menschen!

Tue, was du willst, soll das ganze Gesetz sein.

Da mein Amtsantritt auf Erden im Jahre der Gründung der Theosophischen Gesellschaft gekommen war, nahm ich – weil an der Reihe – die Sünde der ganzen Welt auf mich, damit die Prophezeiungen erfüllt werden, auf dass die ganze Menschheit den nächsten Schritt tun kann von der Magischen Formel des Osiris zu der des Horus.

Und da meine Stunde nun auf mir liegt,

verkünde ich das Gesetz. Das Gesetz ist Thelema.“

Entsprechend muss auch Bastian sich auf die Suche nach seinem wahren Willen begeben und erkennt schließlich gegen Ende des Romans, dass sein wahrer Wille darin besteht, zu lieben. Stärker noch als an Crowleys Lehren erinnert der Leitspruch „Tu was Du willst“ damit an den Ausspruch „Liebe (Gott) und tu, was du willst“, den Augustinus von Hippo zum ersten Mal um das Jahr 395 in seiner Auslegung des Galaterbriefes, später im Jahr 415 in seinem Kommentar zum Ersten Johannesbrief, formuliert hat. Erich Rammerskirch hat sich deshalb mit der Frage auseinandergesetzt, ob es sich bei der Unendlichen Geschichte um ein christliches Märchen handele.
In dem besagten Brief an eine Leserin vom 2. April 1984 schreibt Michael Ende, dass er das Motiv direkt aus dem Roman Gargantua und Pantagruel des französischen Schriftstellers und Geistlichen François Rabelais (um 1494 bis 1553) übernommen habe. „Tu, was du willst“ (im Sinne von „Tu, was dir gefällt“) ist dort die (einzige) Ordensregel der säkularen Abtei Thélème. Rabelais verstand den Sinnspruch als Ausdruck der freien Entfaltung von Geist und Körper, weshalb ihn auch das Ressentiment des Verfolgten nicht zur Intoleranz verleiten konnte. Wörtlich heißt es in Rabelais Werk: „Eine bestimmte Lebensweise wird ihnen durch Gesetz, Statuten oder Regeln nicht vorgeschrieben, sie ordneten sie ganz nach ihrem Willen und Belieben: standen auf, wann sie wollten, aßen und tranken, wann sie Appetit hatten, und arbeiteten oder schliefen, je nachdem sie die Lust dazu ankam. Ihre gesamte Ordensregel bestand nur aus einem einzigen Paragraphen, der lautete: TU, WAS DIR GEFÄLLT.“ Nach Ende hat Rabelais die Maxime nach Augustinus’ Ausspruch „Liebe (Gott) und tu, was du willst“ gebildet, während der Okkultist Aleister Crowley (1875–1947) das Motiv von Rabelais übernommen habe.
Hier besteht auch eine Parallele zum Roman Das letzte Einhorn, wo sich die Vervollkommnung der Persönlichkeit des Zauberlehrlings Schmendrick auf seinem Weg, ein wahrer Zauberer zu werden, dadurch vollzieht, dass er die Magie selbst entsprechend seinem eigenen Willen ihre Form wählen lässt, ausgedrückt in dem Zitat: „Magie, tu was du willst!“
Für die Filmfassung wählte Regisseur Wolfgang Petersen „Do what you dream!“ als Übersetzung der AURYN-Inschrift. Ende wehrte sich in aller Deutlichkeit gegen diese Interpretation:
„‚Do what you dream!‘ Diese Inschrift ist nun wirklich das Gegenteil dessen, was die Botschaft meines Buches meint. Petersen glaubt, dass mein Englisch vielleicht nicht ausreiche, um zu erkennen, dass es sich dabei um die richtige sinngemäße Übersetzung von ‚Tu, was du willst!‘ handele. Er vergisst dabei nur – obgleich ich es ihm gesagt habe –, dass der Satz ursprünglich aus dem Englischen stammt, und zwar von dem Schriftsteller Aleister Crowley (gestorben 1947), und dort heißt: ‚Do what thou wilt‘ (feierliches Kirchenenglisch). Das ‚Do what you dream!‘ ist Petersens Interpretation, und zwar die falsche. Es ist genau der Irrtum, dem auch Bastian unterliegt und um dessentwillen er aus Phantásien nicht mehr zurückfindet. Auch er meint zunächst, es ginge darum, zu tun, was man wünscht, ersehnt, gern möchte. Der Löwe Graógráman wird zornig, als Bastian ihm diese Deutung sagt. Seinen ‚Wahren Willen‘ finden, heißt ganz und gar nicht, zu tun, was man möchte. Diese Formel ‚Tu, was du willst!‘ geht über Rabelais bis zum Heiligen Augustin zurück. In Phantásien kann man seinen ‚Wahren Willen‘ auch nicht tun, man kann ihn dort nur finden. Eben deshalb führt er einen in die Menschenwelt zurück.“

#### Funktion und Wirkungsweise
AURYN hat im Verlaufe der Handlung drei Träger (wenn man Caíron nur als Überbringer wertet). Zunächst überbringt es der Schwarz-Zentaur Caíron an Atréju, damit es ihn auf seiner Großen Suche leiten und beschützen kann. Als Atréju das Kleinod während der Begegnung mit den vier Stürmen verliert, birgt Fuchur den Glanz aus den Tiefen des Meeres. Schließlich übergibt die Kindliche Kaiserin AURYN dann an Bastian.
Dass AURYN in der Form eines Amulettes auftritt, ist kein Zufall. Amulette dienen seit jeher der Stärkung ihres Trägers und sollen ihm helfen, Gefahr, Krankheiten, Unfälle, schwarze Magie und ähnliches von sich fernzuhalten.  Wie ein Amulett leitet und schützt auch AURYN denjenigen, der es trägt. Es entfaltet in den Händen seiner phantásischen und menschlichen Träger allerdings höchst unterschiedliche Wirkungen. Atréju verleiht es große Macht, die er aber nicht benutzen darf, denn auch die Kindliche Kaiserin macht niemals Gebrauch von ihrer Macht. AURYN schützt den grünhäutigen Jungen und führt ihn, aber es darf niemals eingreifen, was immer er auch sieht, denn seine eigene Meinung zählt auf der „Großen Suche“ nicht mehr. Atréju muss ohne Waffen ausziehen und geschehen lassen, was geschieht. Alles muss ihm gleich gelten, das Böse und das Gute, das Schöne und das Häßliche, das Törichte und das Weise, so wie es vor der Kindlichen Kaiserin gleich gilt. Er darf nur suchen und fragen, aber nicht urteilen nach seinem eigenen Urteil. Allerdings bietet das Kleinod ihm einen umfassenden Schutz, denn selbst das gefährlichste Wesen Phantásiens würde es nicht wagen, den Stellvertreter der Kindlichen Kaiserin anzugreifen. AURYN unterdrückt zudem die unwiderstehliche Anziehungskraft, die das Nichts auf Phantásier ausübt, und bewahrt Atréju und Fuchur davor, sich selbst hineinzustürzen. Durch das Kleinod begleitet die Kindliche Kaiserin Atréju auf seiner Reise und ist bei ihm, solange er AURYN trägt. Sie kennt dadurch alle Details der Großen Suche, noch bevor dieser sie ihr erzählen kann. Als Atréju den Glanz verliert und Fuchur ihn findet, wird der Wille des Glücksdrachens von einem sehr viel mächtigeren Willen überlagert, der von seinem Leib Besitz ergreift und ihn dorthin führt, wo sich Atréju in höchster Gefahr befindet. Dieser Wille geht von AURYN aus. In Bastians Händen dagegen wird AURYN zum umfassenden Schöpfungsinstrument. Was er sich wünscht, wird in der einen oder anderen Form phantásische Wirklichkeit. Jedoch verliert er mit jedem Wunsch, der sich erfüllt, eine Erinnerung an sein wirkliches Leben in der Menschenwelt; eine Wirkung, die das AURYN in den Händen eines Phantásiers gar nicht entfalten kann, weil dieser in der Realität gar nicht existiert. Je mehr Erinnerungen Bastian verliert, um so schwerer wird es, den Weg zurück in seine eigene Welt zu finden. Er läuft Gefahr, sich in seinen Phantasien zu verlieren. Da die Kindliche Kaiserin Bastian darauf nicht vorbereitet und ihn im Gegenteil sogar auffordert, so viele Wünsche wie möglich zu äußern, damit Phantásien dadurch neu entsteht, vermuten Atréju und Fuchur schließlich, dass ihr Bastians Schicksal völlig gleichgültig ist, so wie sie auch sonst alles geschehen lässt, und dass ihr einziges Bestreben darin besteht, ihr Reich zu retten. Dies deckt sich mit den Ereignissen beim Alten vom Wandernden Berge, wo die Kindliche Kaiserin Bastian zwingt, ihr einen Namen zu geben und nach Phantásien zu reisen, ob er nun will oder nicht.
Auf diese Weise erfährt der Leser allmählich, wie die Kindliche Kaiserin zu ihrem Beinamen „Goldäugige Gebieterin der Wünsche“ gekommen ist. Es ist ihre Macht, die über AURYN Bastians Wünsche zur phantásischen Wirklichkeit werden lässt. Aus diesem Grund ist auch Bastians durch Xayíde motivierter Versuch, sich zum Kindlichen Kaiser aufzuschwingen, von vornherein zum Scheitern verurteilt, denn seine ganze Macht stammt ausschließlich von der Kindlichen Kaiserin selbst, und es ist unmöglich, diese Macht zu nutzen, um sie ihr wegzunehmen.
Als Bastian begreift, dass er dem Wahnsinn anheimfallen wird, wenn seine letzte Erinnerung schwindet (und wie es schon manch früherem Träger AURYNS passiert ist; sie alle leben in geistiger Umnachtung in der „Alte Kaiser Stadt“), begibt er sich endlich auf die Suche nach seinem wahren Willen, wie der Bunte Tod ihm geraten hatte, um auf diese Weise nach Hause zurückzufinden. Um dies zu bewerkstelligen, muss Bastian AURYN freiwillig ablegen. Doch nur die Erkenntnis seines wahren Willens kann ihn dazu bewegen. Zwar hatte Bastian Atréju einmal halbherzig angeboten, ihm AURYN zu überlassen, als Atréju und Fuchur jedoch tatsächlich beschließen, ihm das Kleinod wegzunehmen, um den Freund vor seinen Nebenwirkungen zu beschützen, führt dies zu einer erbitterten Auseinandersetzung, in deren Verlauf Atréju beinahe getötet wird. Dies geht mit der Tatsache einher, dass Bastian sich eigentlich gar nicht wünscht, nach Hause zurückzukehren, weil er in Phantásien so viel mehr ist als in der realen Welt. Wie Bastian später erfährt, hätte ihm auch der Verlust des Kleinodes nicht geholfen, denn es sind seine Wünsche, die ihn letztendlich nach Hause führen, und ohne AURYN gehen diese Wünsche nicht in Erfüllung.
Zwar erkennt Bastian seinen wahren Willen – er möchte lieben können – und findet auch heraus, dass es sein Vater ist, den er lieben will, doch wenden sich all die eigennützigen Wünsche, die bisher seinen Weg bestimmt haben, am Ende gegen ihn. In dem Versuch, als großer Wohltäter zu erscheinen, hatte Bastian die Acharai, die (wie er selbst) zwar traurig über ihre eigene Hässlichkeit waren, deren Dasein aber einem tieferen Sinn folgte, in Schlamuffen verwandelt, immer lachende Clownsmotten, die aber nicht fröhlich, sondern lächerlich sind und ein sinnloses Dasein fristen. Aus Zorn darüber zerstören die Schlamuffen das Bild des Vaters, das Bastian leiten sollte, doch kommt ihm am Ende Atréju zu Hilfe. Der Anblick des Freundes bewegt Bastian dazu, das AURYN abzulegen, und so erfährt er, dass er das Tor nach Hause, das sich in diesem Augenblick öffnet, die ganze Zeit bei sich getragen hat. Auf diese Weise gelangen Atréju, Fuchur und Bastian in das Innere AURYNS, wo sich die Quelle befindet, aus denen das Wasser des Lebens entspringt. Der Leser erfährt, dass Phantásier und Menschen hierher gelangen können, die Kindliche Kaiserin (als einzige) aber nicht. Denn um hierher zu gelangen, muss man AURYN ablegen, und das kann die Kindliche Kaiserin niemals tun, weil sie sich selbst nicht ablegen kann. Atréju erkennt, dass er schon einmal hier gewesen ist. Dies ist der Ort, an den die Kindliche Kaiserin ihn und Fuchur nach dem Ende der Großen Suche bringen ließ, als das Nichts ganz Phantásien mit Ausnahme eines winzigen Samenkorns verschlungen hatte. Bastian und Atréju können nicht verstehen, was die Wasser sagen, wohl aber Fuchur, denn sie sprechen in einer Sprache der Freude, und Glückdrachen verstehen alle Sprachen der Freude. Die Wasser verlangen Rechenschaft über Bastians Identität und seine Taten in Phantásien, die er selbst nicht mehr geben kann, weil seine Erinnerungen verschwunden sind. Doch beruft sich Atréju auf seine Autorität als Freund, die von den Wächtern akzeptiert wird, und antwortet an seiner statt. So wird Bastian von der schwarzen Schlange, die zuvor den Weg versperrte, zur Quelle vorgelassen, in der er badet und seine Erinnerungen zurückerhält. Als die Wächter verlangen, dass Bastian die Verantwortung für seine Taten übernimmt und alle Geschichten zu Ende führt, die er begonnen hat, sind es Atréju und Fuchur, die diese Aufgabe an seiner Stelle übernehmen. Daraufhin lässt ihn auch die weiße Schlange passieren, so dass er in seine Welt zurückkehren kann. Auf diese Weise erfüllt sich Bastians wahrer Wille, geliebt zu werden und selbst zu lieben, und mit diesem Bewusstsein gelingt es ihm, den gefühlskalten Vater zu Tränen zu rühren, ihm das Wasser des Lebens aus dem Inneren AURYNS mitzubringen, obwohl nichts, was nur in Phantásiens existiert, von den Schlangen über die Schwelle gelassen wird. Er selbst ist nun wieder der dicke kleine Junge, der er vorher war, doch er hat begriffen, dass die Kraft, Dinge zum Positiven zu verändern, in ihm selbst verborgen liegt.
AURYN erscheint somit als eine Art heiliger Bezirk, den man in Form eines goldenen Raumes betreten kann. Dies ähnelt Hoffmanns Goldenem Topf. Ende hat diesen Topos schon einmal in Momo verwendet, die in ihr eigenes Herz reist, das die Form eines Raumes aufweist, in dem sie die Stundenblumen sehen kann. Bastians Bad in den Wassern des Lebens symbolisiert eine Neugeburt. In vielen Kulturen steht Wasser in einer Höhle für den Mutterleib, aus dem der Mensch verjüngt, also quasi neugeboren, hervorgeht. Oft wird Wasser auch generell als Symbol des Lebens betrachtet.
Nach Dorothee Ostmeier handelt es sich bei der Kraft des Amulettes, die Bastian jeden Willen erfüllt, um atavistische Dingmagie des Phantastischen. Bastians Aufgabe bestehe darin, sich von dieser Dingmagie zu distanzieren, sich wieder von ihr zu emanzipieren und sich auf die Namensmagie zu besinnen. Diese Aufgabe sei ethischer Natur. Ethik sei in diesem Zusammenhang kein soziales Konzept, sondern beziehe sich auf den Umgang mit dem eigenen Selbst, mit der Phantasie und der Willensdynamik. Bastian beharre bis zum Schluss darauf, das Amulett AURYN zu besitzen. Erst im allerletzten Moment, als er bereits seinen eigenen Namen, den „poetischen Code“ für die Rückkehr in seine Heimat, vergessen hat, gebe er es zurück. Nur sein phantásischer Freund Atréju könne ihn an seinen Namen erinnern und nur durch ihn finde er zur Namensmagie zurück. Der erneute Zugang zur Poesie seines Namens lasse ihn seinen Alltag wiederfinden. Diese Neu- oder Wiederbenennung durch eine Figur der Phantasiesphäre lade Bastians Namen mit phantastischem Potenzial auf und privilegiere die poetische Sprachmagie des Namens gegenüber der atavistischen Dingmagie des traditionellen Märchens.
Das Amulett, die traditionelle Dingmagie des Märchens, bedinge die Konfrontation der Psyche mit sich selbst, zum Beispiel mit der Lust am Todestrieb, den die verführerische Nähe der morbiden und korrupten Eiskönigin darstelle. AURYN verleihe Bastian die Möglichkeit, mit allen Willens- und Wunschpotenzen zu experimentieren und Todes- sowie Lebenstriebe solange abzuarbeiten, bis sie sich selbst und ihre eigene Egozentrik überwinden und dadurch die eigene Psyche transzendieren. Schließlich werde die Dingmagie durch die Namensmagie abgelöst. Diese schreibe der Alltagsrealität die Poesie der Phantasie ein, die allerdings immer wieder durch willkürliche psychische Prozesse bedroht werden. In dieser ständigen Spannung zwischen Destruktion und Evokation der Poesie liege auch die „unendliche“ Potenz zur Innovation und Fortsetzung der Geschichte Bastians und all der Geschichten, die er initiiert und nicht abgeschlossen habe und die durch ihn als gelesene Figur immer wieder inspiriert würden.
Die endgültige Grenzüberschreitung Bastians lese sich wie eine Taufszene. Bastian springe in das ihn überaus beglückende „Wasser des Lebens“. Diese vitalisierende Säkularisierung christlicher Heilmotive verschiebe Konzepte göttlicher Transzendenz und Immanenz in die Sphäre sprachlicher Magie. Im Phantasieren arbeite Bastian willkürlich arbiträre Wünsche und Triebe ab, um dadurch die persönliche Psyche für die Transzendenz der Phantasie, für seinen „wahren Willen“ transparenter zu machen.

#### Reibungspunkte mit dem Christentum
Die klare Bekenntnis Endes zu einer jedenfalls innerhalb der Welt der Phantasie gültigen dualistischen Weltsicht, die im Gegensatz zur monistisch geprägten Weltsicht des Christentums steht, vor allem aber der Leitspruch „Tu, was du willst“ veranlassten Klaus Berger und andere christliche Autoren, Die unendliche Geschichte als Werk zu betrachten, das sich nur als Märchen tarne, in Wahrheit aber okkultistisches Gedankengut zu verbreiten suche. Berger verneint damit klar die Frage Rammerskirchs, ob Die unendliche Geschichte ein christliches Märchen sei. „Die ‚Unendliche Geschichte‘ ein christliches Märchen?, wie Erich Rammerskirch fragt? Nein, keinesfalls! Die ‚Unendliche Geschichte‘ ist der Weg ins Reich der Magie, aus der nur der aussteigen kann, der ihr bewusst entsagt und Gott zusagt.“ resümiert Berger und arbeitet in seinem Schlusswort heraus, dass Gott bzw. Jesus der einzige Weg zur Erlösung sei.
Dabei stört sich Berger unter anderem an der Parallele zu den Lehren Crowleys. In dem Manifest Crowleys werde die Erlösung durch ihn suggeriert, als hätte er die Sünden der Menschheit auf sich genommen. Die Anspielung auf Jesus sei ebenso deutlich wie bei Endes Momo oder seinem Wasser des Lebens. Doch dienten diese Anspielungen nur der Verführung. Tu, was du willst sei eine eindeutig dämonische Handlungsmaxime. Schon Eva sei, wenn auch indirekt, mit diesem Satz verführt worden, mit den bekannten Folgen. Zunächst die Verführung, mit der Schönheit, Größe und Machtfülle verbunden seien, dann das Ende. Bei Augustinus hingegen sei zu Beginn die hingebungsvolle, sich opfernde Liebe gemeint, aus der sich dann das „Tu was du willst“ ableite. Wer so liebe, wie Christus es getan habe, könne tun was er wolle, er bleibe immer in Christus, wobei festzuhalten sei, dass er nicht zuerst tue was er wolle, sondern zuerst liebe. Für seine Handlungen sei die Liebe Christi vorbildlich und vorrangig. Erst dann komme sein Wille, der zu Entscheidungen führe, die an die Liebe gebunden seien. Augustinus falle somit als Bezugsquelle für Endes „Tu was du willst“ aus.
Bei Rabaleis und Crowley hingegen sei der magische Hintergrund ihrer Maxime identisch. Rabelais zeige ihn in seinem Roman und Crowley in seinem Tun. So habe er seine Anhänger aufgefordert, das zu tun, was tief in ihnen vorborgen war: „Tu, was tief in dir steckt – geh diesem nach!“ Ende zeige dies ebenfalls. Bastian werde zum Sklaven seiner Wünsche, bis er sich schließlich selbst zum Herrscher Phantásiens erklären wolle. Um dieses zu verhindern, greife weiße Magie ein.
Überprüfe man die Lebenswirklichkeit des Satzes „Tu, was du willst“, komme man zu dem Schluss, dass man nur im Bösen unendlich tun könne, was man wolle. Entsprechend begreift Berger die Kindliche Kaiserin, auch aufgrund ihrer Verbundenheit mit dem fahlen Mondlicht („Mondenkind“), als Allegorie Luzifers, des Satans. Es sei konsequent, dass selbst die erklärtermaßen durchtriebenste und böseste Figur der Erzählung, die große Zauberin Xayíde, gehörigen Respekt vor dem AURYN zeige. Wer das Zeichen Satans trage, sei für eine ganze Anzahl von Unterdämonen unangreifbar. Bastian sei durch das Zeichen Eigentum Luzifers und in dessen Machtbereich gestellt. Nach der Weltschöpfungslehre Rudolf Steiners gehe der Mondenkosmos dem Erdenreich vorher. Mit dem Namen Mondenkind identifiziere Bastian sie als Kind des Mondenkosmos und rette sie damit. Als Lichtträgerin und Hüterin des Lebens in Phantásien sei sie Luzifer gleich, der vor seinem Fall ein mächtiger und gewaltiger Engelsfürst gewesen sei. Bastian, der in Phantásien selbst die Kindliche Kaiserin nie wieder antreffe, obwohl er sie inständig suche, sei von dieser gerufen und ins Reich der Phantasie geführt worden. Wie schon bei Momo führe die weiße Magie hinein ins Land der magischen Phantasien und werde dort bald von der schwarzen Magie übernommen. Nicht umsonst sei die Zusammenkunft Bastians mit der mächtigsten und schlimmsten Magierin Phantásiens, Xayíde, im Buch so ausführlich dargestellt. Sie sei Satan, der Bastian an die Erde binden und zu einem falschen Gott machen wolle.
AURYN identifiziere den Träger somit mit der Kindlichen Kaiserin, dem Mondenkind Luzifer, außerdem verleite es zu Macht auf falsche Wege, die in die Abhängigkeit des Satans führten. Die angeblichen Märchen der Unendlichen Geschichte seien somit nichts als Magie und Okkultismus in reinster Form. Wenn man die magischen Hintergründe nicht beachte und die Unendliche Geschichte nur als ein Märchen, vielleicht noch mit tiefenpsychologischer Dimension, betrachte, so sei man auf dem besten Wege, der Heilung durch magische Phantasie zu erliegen. Der Weg Bastians in Phantásien gleiche dann einem Reinigungsweg oder einem Weg zur eigenen Identitätsfindung. Jedoch sei Bastians Phantásienreise eher mit einer Seelenwanderung und -manipulation zu vergleichen, wie sie in den okkulten Systemen, die Ende studiert habe, enthalten seien.
Entsprechend sei Phantásien mit der Hölle zu identifizieren. Wie W. J. Ouwenell in seinem Buch Okkultismus und östliche Mystik unter Bezug auf Prediger 3,11 aufgezeigt habe, sei der Mensch ein Ewigkeitswesen. Nach dem Sündenfall sei ihm seine Wesensart nicht genommen worden. Ein Verlangen nach ewigen und unvergänglichen Dingen sie in ihm vorhanden geblieben. Doch habe Gott diese Fähigkeit stark eingeschränkt, weil der Mensch durch die Sünde von Gott getrennt gewesen sei. Wenn der Mensch heute die Fähigkeit entwickle, die nur als Rest in ihm vorhanden sei, könne er tatsächlich mit der höheren Welt in Verbindung kommen. Da der Weg zu Gott aber durch die Sünde verschlossen sei, bedeute dies, dass er nur mit der gottfeindlichen, dämonischen Welt in Verbindung treten könne.
Menschen könnten nicht tun, was sie wollten, es sei denn, sie wollten permanent das Böse. Die guten, gottwohlgefälligen Handlungen seien nur dann zu vollbringen, wenn die Menschen in der Gemeinschaft mit Gott leben. Diese möchte auch das Heil der Menschen, aber nach seinen Geboten und nach seinem Willen. Wer dies erfüllen wolle, benötige die Vergebung seiner Sünden und die Führung des Heiligen Geistes in seinem Leben. Die Handlungsmaxime laute dann nicht mehr „Tu was du willst“, sondern Tue, was Gott dir sagt, was der Geist Gottes dir deutlich macht.
Im ersten Fall werde der Mensch zum Gott, im zweiten lebe er, um seinem Schöpfer Ehre zu geben. Christen antworteten deshalb auf „Tu was du willst“ damit, dass Gott ein heiliger Gott sei und keine anderen Götter neben sich dulde. Sie unterstellten ihren Willen bewusst der Führung seines Willens und nicht der eigenmächtigen, den Menschen verführenden Tu-was-du-willst-Religion der Heilung aus magischen Phantasien. Diese ende, wie Bastian, an der Quelle des angeblichen Wassers des Lebens, die von Schlangen umschlossen sei. Leben und Tod seien hier noch nebeneinander, die Möglichkeit zum Leben für Bastian noch möglich, weil er andere ins Reich der magischen Phantasie holen solle. Zum wirklichen Leben in Gott gehöre hingegen die Überwindung des Bösen durch Jesus Christus am Kreuz. Wie bei Momo ende auch Die unendliche Geschichte in einem nur vorgetäuschten Lebensglück. Bastian sei in die Wirklichkeit als ein Veränderter zurückgekommen, weil er anderen den Weg nach Phantásien zeigen solle. Damit habe Endes Missionsfeldzug begonnen. Viele Menschen folgten ihm ins Reich der magischen Phantasien. Ende benutze sein Zauberbuch, um Millionen von Menschen mit seiner Botschaft zu erreichen, Gott aber widerstehe der Zauberei und der Manipulation. Er brauche Zeugen und Jünger, die die Veränderung ihres Lebens für ihre Umwelt in allen Lebensbezügen für ihre Umwelt sichtbar werden ließen. Die Botschaft der Bibel werbe in liebender Weise um den Menschen. Die Botschaft Endes packe den Menschen und wolle ihn in die Wirklichkeit der Magie hineinziehen. Der Mensch müsse sich entscheiden, ob er sich Gott oder Satan hingeben wolle, doch würden die endeschen Märchen bald vergessen sein und sich die Wahrheit Gottes nach und nach offenbaren. Erlösung sei nur in Gott zu finden.
Da Ende nicht an einem Angriff auf das Christentum gelegen war, nahm er solche Anfeindungen zwar verletzt zur Kenntnis, letztlich aber nicht ernst, weil sie ihm nicht gerecht wurden. Bei näherer Betrachtung von Bergers Argumenten zeigt sich dann auch recht rasch, wo seine Argumentation fehlerhaft oder zumindest angreifbar ist. So kommt Bastian, ganz im Sinne von Augustinus, zu dem Schluss, dass sein Wahrer Wille darin besteht, lieben können zu wollen. Da der „Wahre Wille“ nicht beliebig wandelbar und somit auch nicht disponibel ist, lässt dies nur die Schlussfolgerung zu, dass Bastians Wunsch zu lieben von Anfang an bestand, er hat dies nur nicht sogleich erkannt. Anders als Berger behauptet, steht somit auch bei Michael Ende die Liebe am Beginn und nicht der eigene Wille. Die Schlussfolgerung, dass ein Handeln in Beliebigkeit erst zum Bösen (Xayíde), dann zum Wahnsinn (Alte-Kaiser-Stadt) führt, wird auch von Ende mit der gleichen Konsequenz gezogen. Bastian hatte nie eine Chance, zum „falschen Gott“ zu werden, wie Berger meint; Ende lässt keinen Zweifel offen, dass derjenige, der sich zum Herrscher einer Phantasiewelt aufschwingen will, am Ende dem Schwachsinn verfällt. Die Kindliche Kaiserin lässt Bastian nicht nur zu dieser Schlussfolgerung gelangen, ohne darauf Einfluss zu nehmen, vielmehr ist diese Erkenntnis für ihn der einzige Weg zurück in seine Welt, und er führt durch ein Tor, das durch AURYN gebildet wird, das Zeichen der Kindlichen Kaiserin. Auch die Gleichsetzung der Kindlichen Kaiserin mit Luzifer hält einer näheren Überprüfung nicht stand. Es ist zwar richtig, dass die bösen Charaktere dem AURYN Respekt zollen, doch tun dies die guten Charaktere gleichermaßen. Ende betont immer wieder, dass die Kindliche Kaiserin keinen Unterschied zwischen gut und böse macht. Sie (und mit ihr Phantásien) auf der Basis der christlich-monistischen Sichtweise bewerten zu wollen, die von einem als gütig behaupteten Gott als einzigem Pol der Schöpfung ausgeht, wird dieser Figur nicht gerecht; sie steht vielmehr in der Tradition der großen asiatischen Glaubenssysteme, nach denen das Universum im Spannungsfeld von Gegensätzen erschaffen wird, also stets zwischen zwei Polen pendelt, wie die Ableitung des AURYN aus dem Ouroboros deutlich zeigt.
Man darf auch nicht vergessen, dass der Anspruch auf alleinige Erlösung durch Gott einem Christen ein wichtiges Anliegen sein mag, dass es sich für einen Außenstehenden dabei aber nur um einen Glaubenssatz unter vielen handelt. Die christliche Annahme, geprägt durch biblische Überlieferung und damit vor allem durch den Glauben, ist dem Beweise unzugänglich. Allgemeingültig formuliert, kann sie selbst dann, wenn sie einer tiefen Überzeugung entspringt, auf den Anhänger eines anderen Weltbildes überheblich wirken. Bergers Prämisse, Kinder müssten ungestört an das Christentum herangeführt werden können, erwächst einzig aus der auf die Bibel gestützten christlichen Innenperspektive und kann folglich vor dem Hintergrund moderner Menschenrechtsvorstellungen, insbesondere der Religionsfreiheit, keine universelle Gültigkeit verlangen. Dass Berger es mit der Wahrheit nicht so genau nimmt, weil er Crowley, der sich vom Satanismus distanziert hat, als größten Satanisten des 20. Jahrhunderts bezeichnet, führt vor diesem Hintergrund unweigerlich zu der Frage, von wem man nun eigentlich manipuliert wird, von Ende, der sich in der Unendlichen Geschichte ausdrücklich gegen jede Form von Missionierung ausspricht, oder von Berger, der sich offen zum Missionierungsauftrag der Kirche bekennt. Dass Die unendliche Geschichte überhaupt von der Theologie zur Kenntnis genommen wurde, scheint eher ihrem Charakter als Massenphänomen zuzuschreiben zu sein; augenscheinlich bereitet es der Kirche Unbehagen, wenn eine größere Menge junger Menschen begreift, dass es alternative Denkmodelle gibt, bevor man ihnen das Christentum nahegebracht hat. Von Joseph Ratzinger, dem späteren Papst Benedikt XVI., stammen ähnliche Ausführungen zu Joanne K. Rowlings Harry-Potter-Romanen. „Es ist gut, dass Sie die Menschen in Sachen Harry Potter aufklären, denn dies sind subtile Verführungen, die unmerklich und gerade dadurch tief wirken und das Christentum in der Seele zersetzen, ehe es überhaupt recht wachsen konnte“ schrieb der damalige Kardinal Ratzinger im Jahr 2003 in beinahe deckungsgleicher Analogie zu Bergers Ausführungen über die Unendliche Geschichte an die deutsche Potter-Kritikerin Gabriele Kuby und lässt damit erkennen, worum es eigentlich geht: Ein junger Mensch, der gedankliche Alternativen kennengelernt hat, ist nicht mehr so leicht für ein Weltbild zu vereinnahmen, das absolute Geltung für sich beansprucht. So nahm die Zeitung La Repubblica an, der Heilige Stuhl sei nicht wegen der in den Büchern beschriebenen Magie beunruhigt, sondern vielmehr wegen der Vision, in der Realität und Übernatürlichkeit sich vermischen und sich nicht an die präzisen Regeln und Vorschriften der kirchlichen Hierarchie hält.
Zahlreiche Rezensionen der Unendlichen Geschichte in christlichen Zeitschriften belegen, dass eine derartige Polarität zwischen Endes Büchern und dem Christentum nicht zwingend ist:
- „Dieses empfehlenswerte Buch (Die unendliche Geschichte)“ …[100]
- „Wer sich aber inspirieren lassen möchte, die Realität auf eigene Art und Weise ein kleines Stück besser zu gestalten, der sollte die „Unendliche Geschichte“ erst lesen“ …[101]
- „Ob es wohl wieder einmal oder noch einmal einen Dichter geben wird, der, ähnlich wie Michael Ende, sein psychologisches Märchen,[102] uns ein solches aus der Fülle der Offenbarung und des christlichen Glaubens schenken würde?“[103]
- „Durch die bild- und symbolhafte Sprache, durch die ganze positive Aussage der unendlichen Geschichte empfand ich dieses keineswegs christliche Buch als ein Geschenk, das Hoffnung weitergibt“.[104]
- „Dieses Buch[105] ist ein Spiegel, in den wir hineinschauen und die Unendlichkeit der Bilder entdecken, die in uns verborgen sind. (…) Doch auf ein Ergebnis scheint es Michael Ende anzukommen, dass wir lernen, unsere Fantasie ernst zu nehmen, dass wir Dinge nicht für die letzte Wirklichkeit halten.“[106]

„Lieber G.,
Du fragst mich im P.S. Deines letzten Briefes beiläufig, ob ich die Bücher von Alestair Crowley kenne. Ich weiß schon, worauf diese Frage abzielt, und da ich in letzter Zeit häufiger Anfragen von besorgten Pädagogen bekomme und sogar von gewissen protestantischen Kreisen eine Art Kampagne gegen mich geführt wird, will ich Dir auf Deine Frage etwas ausführlicher antworten.
Es ist wahr, ich habe mich im Laufe meines Lebens auf meiner Suche nach Hinweisen, die uns aus der Wüste unserer gegenwärtigen Zivilisation herausführen könnten, bisweilen auch in den abenteuerlichsten Labyrinthen herumgetrieben. Du wirst nicht leicht eine – im positiven wie im negativen Sinne – halbwegs bedeutende Gestalt der Esoterik, der Mystik oder der Magie (was immer man darunter verstehen mag) finden, mit der ich mich nicht schon herumgeschlagen habe. Notgedrungenerweise habe ich mich dabei auch durch Berge von sogenannter ‚okkultistischer‘ Feld-, Wald- und Wiesenliteratur durchfressen müssen.
Meine Begegnung mit Crowleys Lehr ging folgendermaßen vonstatten: Als ich noch ziemlich jung war, etwa dreißig, lernte ich einen Biologen kennen. H. F., einen seinerzeit nicht unbekannten Autor wissenschaftlicher Sachbücher. Nach zahllosen intensiven, meist nächtlichen Gesprächen stellt sich heraus, daß er Thelemit war, also Mitglied eines von Crowley gegründeten Geheimordens. Er bemühte sich, mich für diese Sache zu gewinnen. Als Unterrichtsmaterial bekam ich von ihm die Logenliteratur, die damals noch ausschließlich Ordensmitgliedern zugänglich war. Inzwischen kann man ja fast alles in der Esoterik-Abteilung jeder beliebigen größeren Buchhandlung kaufen. Ich war aber damals schon kein völliger Neuling mehr auf diesem Gebiet und empfand die Crowleysche Lehrer als hermetischen Kitsch. Die Bemühungen meines Bekannten scheiterten an meiner – wie nennst Du’s in Deinem Brief? – ‚inneren Opposition‘. Er endete übrigens wenige Jahre danach durch den bei Crowley-Anhängern üblichen, systematischen Gebrauch verschiedener Drogen in einer Nervenheilanstalt und brachte sich dort vermutlich um. Genau habe ich es nie in Erfahrung bringen können.
Nun, man kann ja auch vom Teufel einiges lernen, wenn man sich von ihm nicht drankriegen läßt – wobei ich allerdings gleich hinzufügen möchte, daß man Crowley doch reichlich überschätzt, wenn man ihn gleich mit dem Leibhaftigen identifiziert. Er ist nicht viel mehr als ein Schmierenkomödiant seiner eigenen Doktrin, mit einem geradezu exorbitanten Mangel an gutem Geschmack (einer Eigenschaft übrigens, die er mit vielen Gurus oder Großmeistern der verschiedensten Couleurs gemeinsam hat). Jedenfalls können nur Leute, die auf diesem Gebiet ziemlich ahnungslos sind, übersehen, daß es sich bei seiner Lehre um ein ganz und gar eklektisches Gebräu aus Ingredienzien handelt, die anderswoher stammen, hauptsächlich aus Büchern von Eliphas Lévi (Abbé Luis constant), der Madama Blavatzki und älterer Freimaurerliteratur, gewürzt mit einem Schuss Nietzsche und serviert in altägyptischer Keramik. Im Grunde war er wohl eher ein spleeniger reicher Engländer, der seine perversen sexuellen Neigungen und seine Drogenabhängigkeit durch Rituale zu rechtfertigen suchte, als der große Dämon, zu dem er sich hochstilisierte. Daß er sich selbst gar als ‚To Mega Therion‘, das apokalyptische ‚Tier 666‘ bezeichnet hat, kommt uns heute, da wir apokalyptische Schrecken ganz anderer Größenordnungen im Bewußtsein haben, eher als eine Art Albernheit vor. Jedenfalls ist sein negatives Geltungsbedürfnis weitaus größer als seine Originalität oder seine tatsächliche Bedeutung.
Nun haben wir einige Leute, denen die Wirkung meiner Bücher unbegreiflich und daher suspekt ist – Neid spielt wohl auch eine gewisse Rolle –, gemerkt, daß der Satz ‚Tu Was Du Willst‘ aus meiner Unendlichen Geschichte auch in Crowleys Werken vorkommt und mich deshalb verdächtigt, ein geheimer Agent der satanischen Lehren dieses Bösewichts und also ein Jugendverderber zu sein.
Wären diese Kritiker nur ein klein wenig belesener und kennten wenigstens die grundlegenden Werke der europäischen Kultur, dann müßten sie wissen, daß dieser Satz und auch das Motiv der Suche nach dem ‚wahren Willen‘ (Thelema) überhaupt nicht von Crowley stammt. Er hat ihn nur, wie so vieles andere, für sich adaptiert. Er stammt vielmehr aus dem Buch Gargantua und Pantagruel von Rabelais, der Zeitgenosse, Arztkollege und vermutlich Freund von Michael Nostradamus war. Er hat dieses Buch, das von drastisch-komischen Einfällen nur so strotzt, erklärtermaßen zur Aufmunterung seiner Patienten geschrieben. Man kann es getrost als eines der größten klassischen Werke der phantastisch-humoristischen Weltliteratur bezeichnen. Im zweiten Teil des Buches kommt der fürstliche Reise Pantagruel mit seinem höchst amüsanten Gefolge in ein Kloster namens ‚Thelema‘, in dem Männer und Frauen gemeinsam leben. Die einzige Regel dieses Klosters lautet ‚Tu Was Du Willst‘.
Aber auch Rabelais hat diesen Satz nicht erfunden. Lange vor ihm findet er sich in den Schriften des hl. Augustinus, der auf die Frage, was man tun müsse, um das ewige Leben, antwortet: ‚Liebe Gott, – und tu was du willst.‘ Und wer weiß, wo der ihn her hat. Vielleicht aus antiken Quellen, die mir unbekannt sind. Mir scheint, daß dieser Satz durch die ganze abendländische Geschichte geht, als eine Art Pendant zu jenem anderen – ‚gnothi seauton‘. Vielleicht gehören sie überhaupt zusammen: ‚Erkenne dich selbst – und tu was du willst.‘
Da wir schon gerade dabei sind, erlaube mir noch eine Bemerkung über die besondere Funktion dieses Satzes in meinem Buch, die leider häufig überhaupt nicht zur Kenntnis genommen und einfach überlesen wird, wie ich feststellen konnte. Ohne daß ich mich jetzt auf eine weitere Argumentation über die Bedeutung des Tu Was Du Willst bei Augustinus oder Rabelais – von Crowley ganz zu schweigen – einlassen möchte, will ich doch einmal ganz deutlich sagen, daß dieser Satz bei mir gerade keine Lebensregel darstellt. In der Unendlichen Geschichte gilt er nur dort, wo er, wie ich glaube, hingehört, nämlich in Phantásien, also im Reich des Imaginären, der Kunst, der Poesie, der Träume. Dieses Reich ist ja, wie man weiß, amoralisch, in ihm gilt, wie ausdrücklich immer wieder gesagt wird, das Gute und das Böse gleich und ist gleichermaßen notwendig. Es wäre sinnlos, Träume moralisch zu bewerten, so wie es sinnlos wäre, in Shakespeares Werk Jago oder Lady Macbeth abzulehnen, weil sie des Teufels sind. Phantásien ist sozusagen dazu da, alle, auch die schlimmen Träume zu träumen. Um aber in die äußere Wirklichkeit, in die Welt der Mitmenschen zurückzukehren, muß mein Protagonist eben gerade dieses Zeichen der Vollmacht und damit natürlich auch die Maxime, die darauf steht, ablegen. Nur durch den freiwilligen Verzicht darauf findet er den Weg zurück, durch den Verzicht auf das ‚Tu Was Du Willst‘ wird Auryn zum Tor in die Welt der Mitmenschen.“

„Liebe A. M.,
auf meinem Schreibtisch liegen heute morgen ungefähr 20 Leserbriefe, die alle beantwortet sein wollen. Sie werden also verstehen, daß es mir unmöglich ist, auf Ihre Fragen so gründlich einzugehen, wie Sie es erwarten und wie ich es gern täte. Außerdem kann man das Ergebnis eines lebenslangen Nachdenkens nicht auf ein oder zwei Briefseiten darstellen. So einfach liegen die Dinge nun mal nicht. Aber ein paar Hinweise will ich Ihnen doch geben.
Zunächst einmal: Ich kenne das Buch von Klaus Berger über mich nicht, aber nach dem, was Sie darüber schreiben, sollten Sie es mit Vorsicht zur Kenntnis nehmen. Was Herr Berger über mich denkt, sind eben seine mehr oder weniger klugen Gedanken, nicht meine. Es wird andauernd so viel über mich und meine Bücher geschrieben. Freundliches und weniger Freundliches, Gescheites und weniger Gescheites, daß ich mich damit nicht fortwährend beschäftigen kann. Sonst käme ich kaum noch zu irgendwas Vernünftigem. Daß ausgerechnet Ihr Religionslehrer Ihnen dieses Buch in die Hand gedrückt hat, halte ich für sehr bedauerlich.
Ein ‚Studium der Kabbalistik‘ habe ich nicht absolviert, und wenn Herr Berger so etwas schreibt, dann beweist er damit nur einen völligen Mangel an Sachkenntnis. Niemand kann ein Studium der Kabbalistik absolvieren, denn die Kabbala ist kein abgeschlossenes Wissensgebiet, auch kein einzelnes Buch, sondern sie besteht aus Hunderten, ja Tausenden von Büchern. Es handelt sich dabei auch um keine gruselige Zauberei oder dergleichen. Das Wort ‚Kabbala‘ heißt zu deutsch einfach ‚Überlieferung‘ und betrifft alles tiefere Wissen der jüdischen Religion, das seit zwei- bis dreitausend Jahren erst mündlich, zuletzt schriftlich weitergegeben wurde. Allerdings bin ich der Meinung, daß man viele Ausdrücke im Alten und Neuen Testament nur dann verstehen kann, wenn man über diese Zusammenhänge Bescheid weiß. Schließlich waren Jesus und seine Jünger Juden – auch wenn das heutzutage manchen Leuten gar nicht mehr passen will. Deshalb habe ich mich ein Leben lang um das Verständnis dieser ‚Überlieferung‘ bemüht.
Daß ich mit der Unendlichen Geschichte eine ‚Antibibel für Gottlose‘ schreiben wollte, ist ja fast schon komisch. Den Ausdruck ‚Buch der Bücher‘ benützen nämlich nicht nur die Christen für die Bibel, sondern auch die Juden für die Thora, die Moslems für ihren Koran, die Hindus für die Bhagawatgita usw. … dann hätte ich also auch einen Anti-Koran, eine Anti-Bhagawatgita usw. verfaßt. Ach, liebe A. M., glauben Sie nicht alles, was die Leute so drucken und schwätzen.
Es ist richtig, daß ich davon überzeugt bin, daß die Welt und der Mensch viel geheimnisvoller sind, als uns das heutige Naturwissenschaft zeigen kann. Aus diesem Grund habe ich mich mit vielen Religionen der Welt, heutigen und vergangenen, beschäftigt und ihre Hintergründe zu verstehen versucht. Aber Ihrem Religionslehrer können Sie sagen, daß ich vermutlich kein schlechterer Christ bin als er, auch wenn ihm meine Gedanken und Vorstellungen vielleicht ungewohnt sind. Es gibt da doch unter den zehn Geboten eines, das das ‚falsche Zeugnis‘ betrifft. Ob er sich wohl daran erinnert?
Nein, es geht in meinem Buch nicht um schwarze, weiße oder karierte Magie, es geht um etwas ganz anderes, und ich will die Welt auch nicht durch Magie heilen – wobei ich nicht recht weiß, was Herr Berger sich darunter vorstellt. Vor hundert Jahren hat man ja beispielsweise die Hypnose ganz entschieden zur Magie oder zum Okkultismus gerechnet und dementsprechend für Mumpitz gehalten oder sie verteufelt, heute benützen sie viele Ärzte ganz selbstverständlich als Heilmethode, sogar Zahnärzte zur medikamentlosen Anästhesie beim Zähneziehen. Also auch hier heißt es, ein bißchen behutsamer zu sein mit dem Urteilen. Was man mit solchen Ausdrücken meint, hängt ganz vom Wissensstand (oder den Vorurteilen) ab.
Man hat mir auch schon – leider von Pfarrerseite – nachgesagt, daß meine Bücher unter dem Einfluß von Drogen entstanden seien. Falls man Ihnen oder Ihren Freunden auch das noch über mich erzählt, glauben Sie es nicht. Es ist gelogen. Wie armselig müssen Leute dran sein, die sich schöpferische Phantasie nicht anders erklären können.
Und noch zum Schluß: Was die Existenz von Wesen betrifft, die wir mit unseren normalen fünf Sinnen nicht wahrnehmen – nun, gerade das Alte und das Neue Testament sind ja voll von Berichten über Engel und Dämonen. Wenn heutige Bibelinterpreten nun allerdings sagen: Das war eben damals, heute sind wir aufgeklärt und wissen es besser – dann heißt das ja nur, daß sie ihre Meinung über die der Bibelautoren stellen. Sie suchen sich heraus, was ihnen ins Konzept passt, alles andere erklären sie weg. Aber das können sie dann ja natürlich mit allen Inhalten der Bibel machen, und sie tun’s ja auch, leider.
Ich habe gesagt, und ich sage immer noch, daß jeder einzelne Baum viel mehr ist als nur das Ergebnis chemisch-physikalischer Prozesse. Hinter der äußeren Gestalt eines Baumes steht etwas lebendig Wesenhaftes, das geistiger Art ist – wie hinter jedem Geschöpf der Natur. Nur eine lieblose und geistlose Vorstellung der Welt kann das bezweifeln. Diese materialistische Auffassung hat uns ja gerade in die Verwüstung der Natur hineingeführt. Mit Pantheismus hat das, was ich sage, absolut nichts zu tun.
Das Geistige und Seelische in unter hinter den Erscheinungen der Welt ist unserer direkten sinnlichen Wahrnehmung verborgen; ‚verborgen‘ ist aber nur die deutsche Übersetzung des lateinischen Wortes ‚okkult‘. In diesem Sinne spricht nicht nur das Christentum, sondern alle großen Religionen der Welt vom Verborgenen oder Okkulten, das heißt vom Göttlichen und Geistigen, das allen Erscheinungen der Schöpfung zugrunde liegt. Lassen Sie sich also von diesem Wort nicht erschrecken. Es hat ursprünglich nichts mit Aberglauben und Scharlatanerie zu tun, auch wenn gewisse Kohlrabiapostel und Sektengurus das Wort für ihre Zwecke mißbrauchen. Aber mißbrauchen läßt sich ja alles – sogar das Christentum, wie die Geschichte zeigt.
Mit freundlichen Grüßen und dem gutgemeinten Rat, zukünftig Ihre Informationen zu diesem Thema, wenn möglich, aus mehr als einem Buch zu beziehen.“

### Das Schwert Sikánda
Der Löwe Graógramán versteinert des Nachts und ist somit quasi tot. Des Morgens löst sich der Zauber, und er wird förmlich wiedergeboren. Bastian berichtet ihm, dass dies geschieht, damit die Wüste verschwindet, die Graógramán erzeugt und mit sich trägt. Dies ermöglicht dem Nachtwald Perelín sein rasches und reichhaltiges nächtliches Wachstum. Graógramán begreift dadurch den Sinn seines Daseins. Sein Sterben gibt Leben, sein Leben den Tod, und beides ist gut. Zum Dank schenkt Graógramán Bastian ein Schwert, das in seiner Scheide alt und wertlos aussieht und seine wahre Natur erst in der Hand des Trägers offenbart. Sein Blatt besteht dann aus gleißendem Licht, das man kaum anzuschauen vermag. Es ist zweischneidig und wiegt leicht wie eine Feder in der Hand.
Das Schwert war seit jeher für Bastian bestimmt. Denn nur der kann es ohne Gefahr berühren, der auf Graógramáns Rücken geritten ist, der von seinem Feuer gegessen und getrunken und darin gebadet hat. Dies jedoch vermag nur Bastian, der das AURYN trägt. Als Bastian der Waffe den Namen Sikánda gibt, gehört sie endgültig ihm. Seine wahren Kräfte entfaltet das Artefakt erst, nachdem es seinen Namen erhalten hat.
Es gibt nichts, das dem Schwert widersteht, auch nicht Stahl oder Fels. Doch man darf ihm keine Gewalt antun. Es darf nur gebraucht werden, wenn es von selbst in die Hand seines Trägers springt, was auch immer ihm drohen mag; offensichtlich hat es eine eigene Persönlichkeit. Wenn man es aber nach seinem eigenen Willen aus der Scheide zieht, wird dies großes Unheil über seinen Träger und Phantásien bringen. Bastian bindet die Schwertscheide mit einem Lederriemen um seine Hüfte.
Sikánda steht Bastian immer bei, im Wettstreit gegen Held Hynreck ebenso wie im Kampf gegen Xayídes hohle Wächterkreaturen aus Messing. Erst als Bastian das Schwert im Kampf um den Elfenbeinturm gegen Atréju führen will, versagt es seinen Dienst. Als Bastian das Schwert im Zorn trotzdem zieht und gegen den Freund zum Einsatz bringt, verliert es seine magischen Kräfte. Begleitet wird dies von einem schrecklichen Laut, dem gleichen, der ertönt, wenn Graógráman zu Stein wird.
Auch ohne die besonderen Kräfte Sikándas gelingt es Bastian, Atréju eine tiefe, blutende Wunde zuzufügen, die ihn vom Elfenbeinturm fallen lässt, wo Fuchur ihn auffängt.
Als Bastian in der „Alte Kaiser Stadt“ erfährt, welches Schicksal ihm droht, nimmt er Abschied von Sikánda. Er gräbt ein Loch in die Erde, bindet das Schwert von der Hüfte und legt es hinein. „Sikánda!“, sagt er, „ich nehme für immer Abschied von dir. Nie wieder soll Unheil kommen durch einen, der dich gegen einen Freund zieht. Und niemand soll dich hier finden, ehe vergessen ist, was durch dich und mich geschah.“ Dann gräbt es das Loch wieder zu und legt Moos und Zweige über die Stelle, damit niemand sie entdecken soll. Erst in ferner Zukunft wird einer kommen, der es ohne Gefahr berühren darf, doch das ist eine der anderen Geschichten, die ein andermal erzählt werden wird.
Sikánda ähnelt den beiden Schwertern aus der Artus-Sage, dem Schwert im Stein, das Jahrhunderte in einem Felsbrocken feststeckte, um allein von dem rechtmäßigen Thronfolger und zukünftigen König Camelots aus dem Stein gezogen werden zu können, und Excalibur, das Artus von der Herrin vom See übergeben wird. Ebenso wie Excalibur verleiht Sikánda Bastian ungeheuerliche Macht und Unbesiegbarkeit. Doch die unbesiegbare Kraft eines solchen Schwerts darf nie missbraucht werden: Zieht man das Schwert unter Anwendung von Gewalt aus der Scheide, ohne dass es einem von selbst in die Hände springt, bringt es Verderben über den Besitzer. Als Bastian diesen Fehler begeht, entfesselt er den wohl verheerendsten Krieg, den das phantásische Reich je erlebt hat, und in dem auch der Elfenbeinturm den Flammen zum Opfer fällt. Der Anklang an die Schwerter der Sagen- und Legendenwelt ist von Ende gewollt. Schließlich sind diese Sagen ein wesentlicher Bestandteil unserer Kultur und damit in Phantásien zuhause.

### Der Stein Al'Tsahir
Aus seinem Wunsch heraus, Atréju zu treffen, gelangt Bastian von der Wüste Goab über den Tausend Türen Tempel in die Silberstadt Amargánth. Dort erwacht in ihm der Wunsch, gegenüber Atréju seine Fähigkeiten als Geschichtenerzähler unter Beweis stellen zu können. Die Amaragánther sind nach einer uralten Tradition die Liedersänger und Geschichtenerzähler in Phantásien. Da aber nur Menschen, nicht jedoch Phantasiegestalten (Phantásier) neue Geschichten erfinden können, ist ihr Vorrat an Erzählungen sehr begrenzt, sodass sie immer wieder Varianten derselben etwa hundert Geschichten erzählen müssen. Bastian entschließt sich auf Bitten der Amargánther, ihnen all seine Geschichten zu schenken. Um nicht alle erzählen zu müssen, erfindet Bastian eine weitere Geschichte, die Geschichte der Stadt Amargánth. Nach Bastians Erzählung wurde die Stadt von den Acharai erbaut, die so hässlich sind, dass sie unter der Erde leben, wo man ihre Hässlichkeit nicht sehen kann, und die immer darüber weinen. Durch ihre Tränen waschen sie das Silber aus den Tiefen der Erde, aus dem die Stadt besteht. Sie sind es auch, die die Stadt ausgebaut haben. Im Gegenzug dafür kommen die Menschen dem Wunsch der Acharai nach, sich dem Liedersingen und dem Geschichtenerzählen zu widmen. Die Acharai leben dadurch in dem Bewusstsein, dass ihre Hässlichkeit zu etwas Schönem beiträgt.
Aquil und Muqua, jene Amargánther, die den Kontrakt mit den Acharai schlossen, haben im Zentrum Amargánths eine Bibliothek errichtet, in der sie Bastians Geschichten gesammelt haben. In dem Moment, als Bastians Geschichte endet, ist diese Bibliothek entstanden und war schon immer da.
Als Bastian sich in Begleitung der Amargánther der Bibliothek nähert, findet er in der Mitte ihres glatten, silbernen Türflügels einen Stein in einer ringförmigen Fassung, der aussieht wie ein Stück klares Glas. Er wurde aus dem Horn eines Einhorns geschnitten, das Quin, der Sohn der Silbergreisin Quana, erlegt hatte, um in den Besitz des Steins zu gelangen. Durch diesen Frevel hatte er großes Unheil über die Stadt gebracht, denn die Einwohner bekamen immer weniger Kinder, und erst, als die Acharai die Stadt zur schönsten Phantásiens ausgebaut hatten, wurde der Fluch gebrochen.
Wie schon beim Schwert Sikánda muss er dem Stein zuerst einen Namen geben, bevor er ihm gehört und seine Kräfte entfaltet. Bastian nennt ihn Al'Tsahir, und als Bastian ihn so nennt, öffnen sich die Türen der Bibliothek und die Amargánther können Bastians Geschichten in Besitz nehmen.
Oberhalb des Steines befindet sich eine Inschrift, die besagt, dass der Stein ihm hundert Jahre lang leuchtet und seinen Träger in den dunklen Tiefen von Yors Minroud führen will. Nennt Bastian seinen Namen jedoch ein zweites Mal vom Ende zum Anfang, verstrahlt er diese hundert Jahre des Leuchtens in einem Augenblick.
Genau das ist es, was Bastian schließlich tut. Aus seinem Wunsch heraus, gegenüber den anderen als Großer Weiser zu erscheinen, erschafft Bastian das Sternenkloster mit den Drei Tief Sinnenden, die ihn auffordern, ihnen die wahre Natur Phantásiens zu offenbaren. Bastian antwortet ihnen, dass ganz Phantásien in der Unendlichen Geschichte existiert und diese wiederum in dem Buch, das noch immer auf dem Schulspeicher liegt. Dort befindet sich auch der Ursprung der drei Tief Sinnenden, welche die phantásische Variante der ausgestopften Tiere sind, die sich dort befinden. Um den Schulspeicher, der sich oberhalb des Sternenklosters befindet, sichtbar zu machen, verbrennt Bastian das Licht Al'Tsahirs in einem Augenblick, indem er den Namen des Steins rückwärts spricht.
Als Bastian schließlich die Grube Minroud und den Bergmann Yor erreicht, um dort ein Bild dessen zu finden, den er lieben möchte, damit es ihn nach Hause leitet, stellt er fest, dass er den Stein nunmehr benötigen würde, um die Dunkelheit der Grube zu erleuchten. So muss Bastian in völliger Dunkelheit nach dem Bild suchen, was ihm, da er fleißig und unbeirrbar ans Werk geht, schließlich auch gelingt. Er kann ein Bild seines Vaters ertasten, denn dieses ist, wie dessen Gefühlsleben, völlig in Eis gehüllt.
Wie der arabisch klingende Name andeutet, hat sich Michael Ende hier wohl von den Geschichten um das Sesam öffne Dich aus dem Märchen Ali Baba und die vierzig Räuber aus 1001 Nacht inspirieren lassen. Auch hier entfaltet das laute Aussprechen der magischen Formel erst die gewünschte Wirkung.

### Der Gürtel Gémmal
Gémmal ist ein schmaler Gürtel, der wie eine Art Kette aus beweglichen Gliedern besteht. Jedes Glied und auch die Schließe sind aus klarem Glas. Der Gürtel wird in einem äußerst kostbar verzierten Kästchen aufbewahrt.
Das magische Artefakt wird Bastian von Xayíde überreicht. Wie schon beim Schwert Sikánda und beim Stein Al'Tsahir muss Bastian ihm erst einen Namen geben, damit es endgültig ihm gehört. Es handelt sich um einen Gürtel, der unsichtbar macht.
Xayídes Geschenk ist kein uneigennütziges, vielmehr dient es dazu, einen Keil in die Freundschaft zwischen Bastian und Atréju zu treiben, damit der grünhäutige Junge die Pläne, die sie mit Bastian hat, nicht mehr stören kann. Gleich im Anschluss an das Geschenk des Gürtels ergeht sich Xayíde in Andeutungen darüber, Atréju wolle Bastian schaden und sät auf diese Weise Misstrauen. „Es wird sich zeigen, mein Herr und Meister. Der Gürtel Gemmal wird dir’s beweisen.“ flüstert sie, als Bastian ärgerlich ihr Lager verlässt.
Wenig später entschließt sich Bastian, den Gürtel zu benutzen, um in Atréjus und Fuchurs Gesellschaft zu gelangen. Beide sprechen nicht mehr mit ihm, seit er Xayíde in die Gruppe aufgenommen hat, die ihre Gefangennahme allzu offensichtlich geplant hatte. Auf diese Weise erfährt er, dass die beiden den Plan gefasst haben, ihm AURYN wegzunehmen. Bitter enttäuscht stellt Bastian den beiden eine Falle, lässt sie gefangen nehmen und verbannt sie aus seinem Gefolge. Auf diese Weise sorgt er dafür, dass beide ein Heer zusammenstellen und in der Schlacht um den Elfenbeinturm auf Seiten von Bastians Gegner stehen, wenn auch nur, um ihn zu beschützen.
Während des Versuches, den Gürtel für Bastian aus dem brennenden Elfenbeinturm zu retten, fällt sein treuer Diener, der blaue Dschinn Illuán, in der Schlacht und gehört damit zu den zahlreichen Opfern, die Bastians durch Xayíde motivierte selbstsüchtige Entscheidung fordert, sich selbst zum Kindlichen Kaiser zu krönen. Xayíde gibt den Gürtel an Bastian zurück. Doch erweist sich Illuáns Opfer als ebenso sinnlos wie die Schlacht selbst und die Leben, die sie gefordert hat. Als Bastian Atréju nachsetzt, um Rache an ihm zu nehmen, verliert er den Gürtel Gémmal in einem Wacholdergebüsch. Er bemerkt den Verlust nicht einmal und denkt auch später nie mehr daran. Der Gürtel wird schließlich von einer Elster gefunden und in ihr Nest getragen, doch auch das ist wieder einmal eine andere Geschichte, die ein Andermal erzählt werden soll.